# 토성의 고리

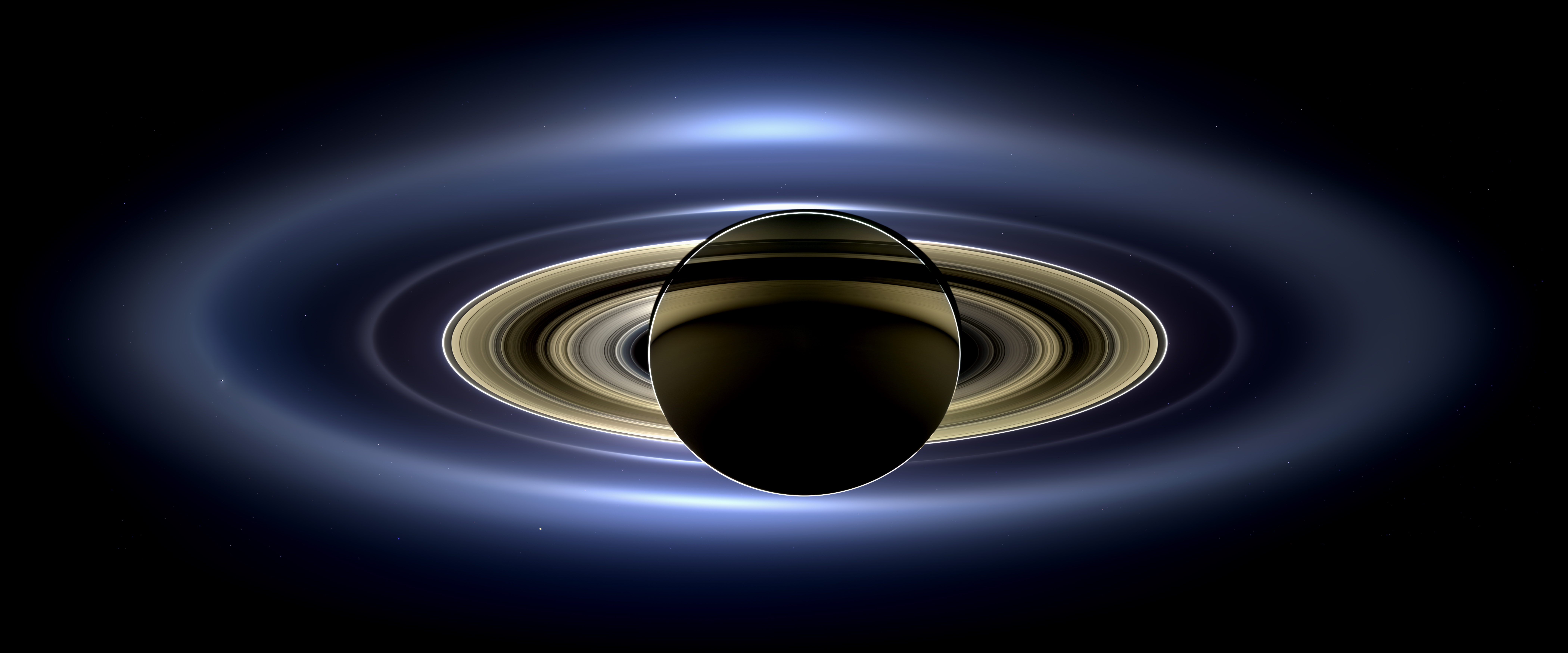
2013년 7월 19일, 1,200,000 km 거리의 카시니 탐사선의 위치에서 토성이 태양을 가릴 때 촬영된 토성의 고리의 총집합(밝기가 과장되었다)이다. G 고리와 E 고리 외곽 사이에서 약 4시 방향 위치에서 지구가 창백한 푸른 점의 형태로 보인다.

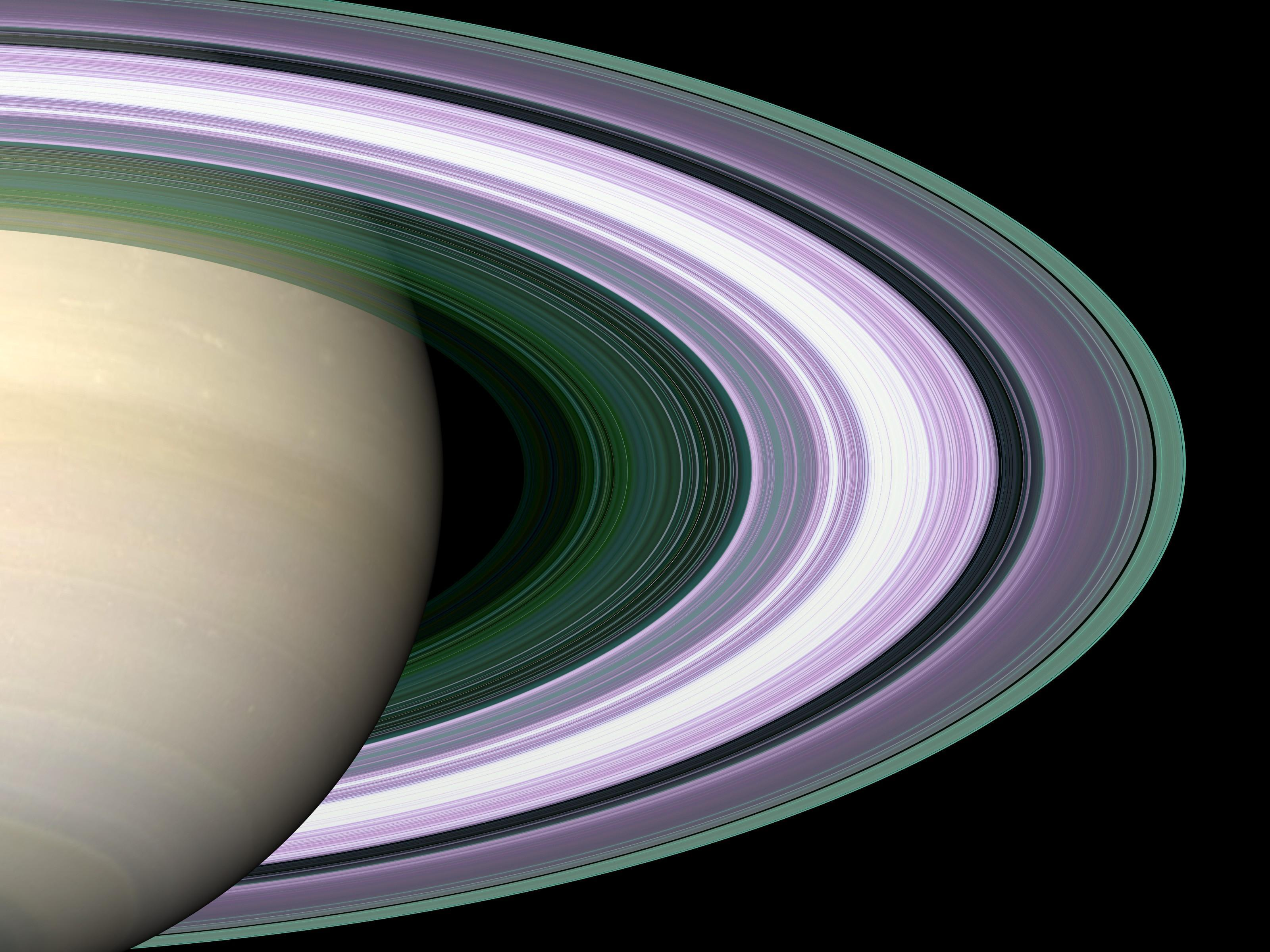
라디오파 엄폐를 통해 색을 입혀 만들어진 사진이다. 0.94, 3.6, 13 cm 파장의 라디오 신호가 카시니로부터 고리를 통해 지구로 전송되었다. 신호의 파장과 비슷하거나 큰 크기의 수많은 입자들이 반사하여 각 신호의 감쇠가 일어난다. 보라색(B 고리와 A 고리 내부)은 5 cm 보다 작은 입자가 얼마 존재하지 않는 것을 보여준다. 다시 말하면 모든 신호의 감쇠와 비슷하다. 초록색과 파란색(C 고리와 A 고리 외곽)은 5 cm에서 1 cm보다 작은 입자가 각각 흔하다는 것을 보여준다. B 고리의 하얀 영역은 가장 밀도가 높고 크기 추정 용도의 작은 신호를 매우 잘 반사한다. 또다른 증거는 세 고리 모두 미터 단위를 넘나드는 넓은 범위의 입자 크기를 가지고 있음을 보여준다.

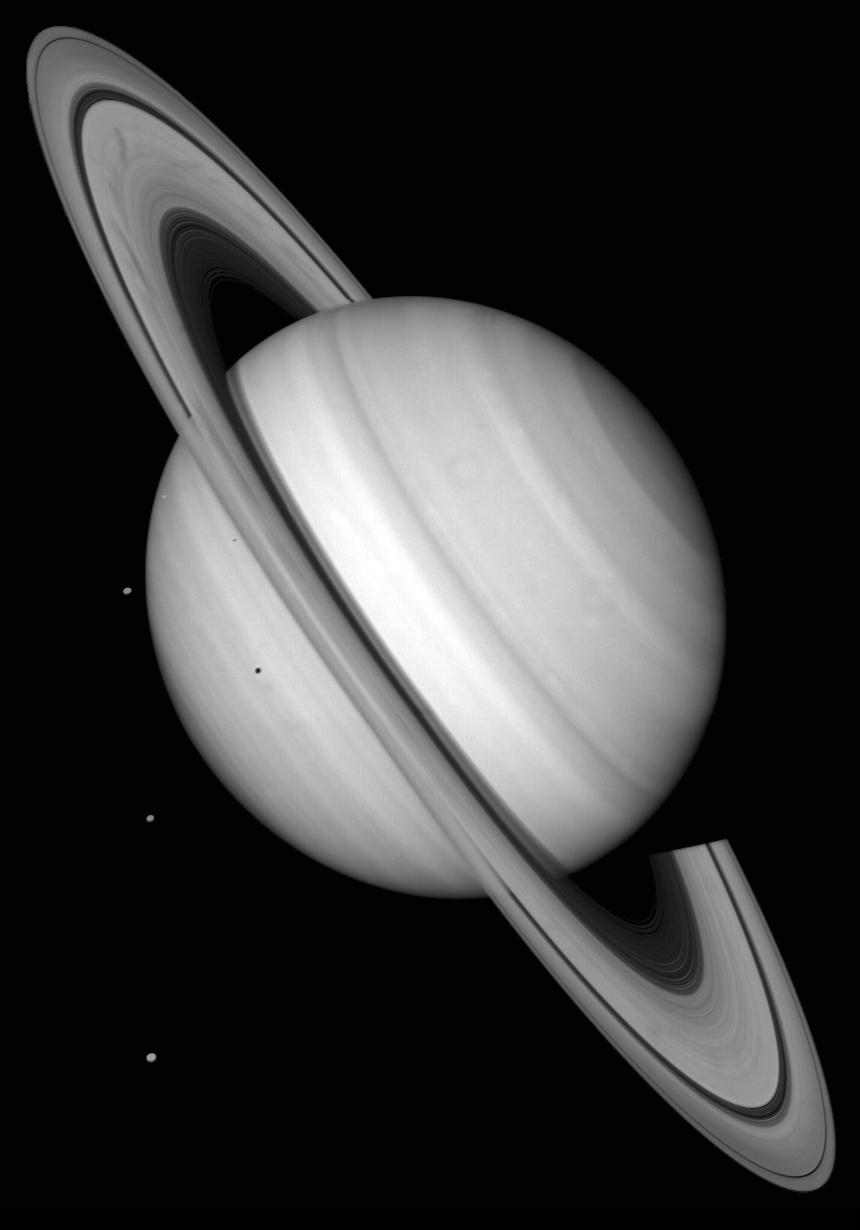
보이저 2호가 본 고리에 드리운 토성의 그림자. 네 개의 위성과 고리의 테가 보인다.

토성의 고리(영어: Rings of Saturn)는 태양계에서 어떤 행성의 고리보다도 가장 큰 행성 고리계이다. 이 고리는 수 마이크로미터에서 수 미터에 이르는 작은 입자들로 아주 많이 구성되어 있으며, 토성을 공전하고 있다. 고리 입자는 거의 대부분이 얼음으로 구성되어 있고, 소량의 구성성분은 암석 물질이다. 토성의 고리의 형성 과정에 관해서는 아직까지도 결론이 나지 않았다. 고리의 일부 특징들은 고리가 비교적 최근에 기원했음을 시사하지만, 이론적인 모형은 태양계의 역사 초기에 형성되었을 것이라고 알려주고 있다.
고리는 햇빛을 반사하여 토성의 밝기를 증가시키지만, 지구에서 육안으로는 보이지 않는다. 1610년에 갈릴레오 갈릴레이가 망원경으로 토성의 고리를 발견했지만, 그는 망원경의 성능이 좋지 못해 고리를 귀나 컵의 손잡이라고 생각했어도 최초로 토성의 고리를 관측한 사람이 되었다. 1655년, 크리스티안 하위헌스는 그것을 토성을 둘러싸는 고리로써 최초로 묘사한 사람이 되었다. 많은 사람들이 토성의 고리가 아주 작은 고리들로 연속적으로 이루어진 것이라고 생각했지만(라플라스 이후의 개념), 실제로는 몇 개의 간극이 존재한다. 동심원 모양으로 밀도와 밝기의 최대와 최소가 존재하는 고리 원반이 고리에 대한 더 정확한 생각이다. 고리 내에서도 덩어리의 규모에 비해 텅빈 공간이 많다.
고리는 입자의 밀도가 급격히 줄어드는 다양한 간극을 가지고 있다. 이중에 둘은 고리 내에 위치한 것으로 알려진 토성의 위성에 의해 열려있고, 그 외 토성의 위성의 불안정한 궤도공명을 받는 곳으로 알려진 위치의 많은 것들이 있다. 일부 간극은 아직 설명되지 못한 채로 남아있다. 반면 안정된 궤도공명은 타이탄 미세고리나 G 고리와 같이 몇몇 고리의 긴 지속시간에 원인이 있다.
주요 고리의 범위 밖에 있는 포에베 고리는 포에베와 같이 다른 고리에 비해 27도 기울어져 있고, 역행 방식으로 토성을 공전한다.

## 역사

### 갈릴레오의 관측

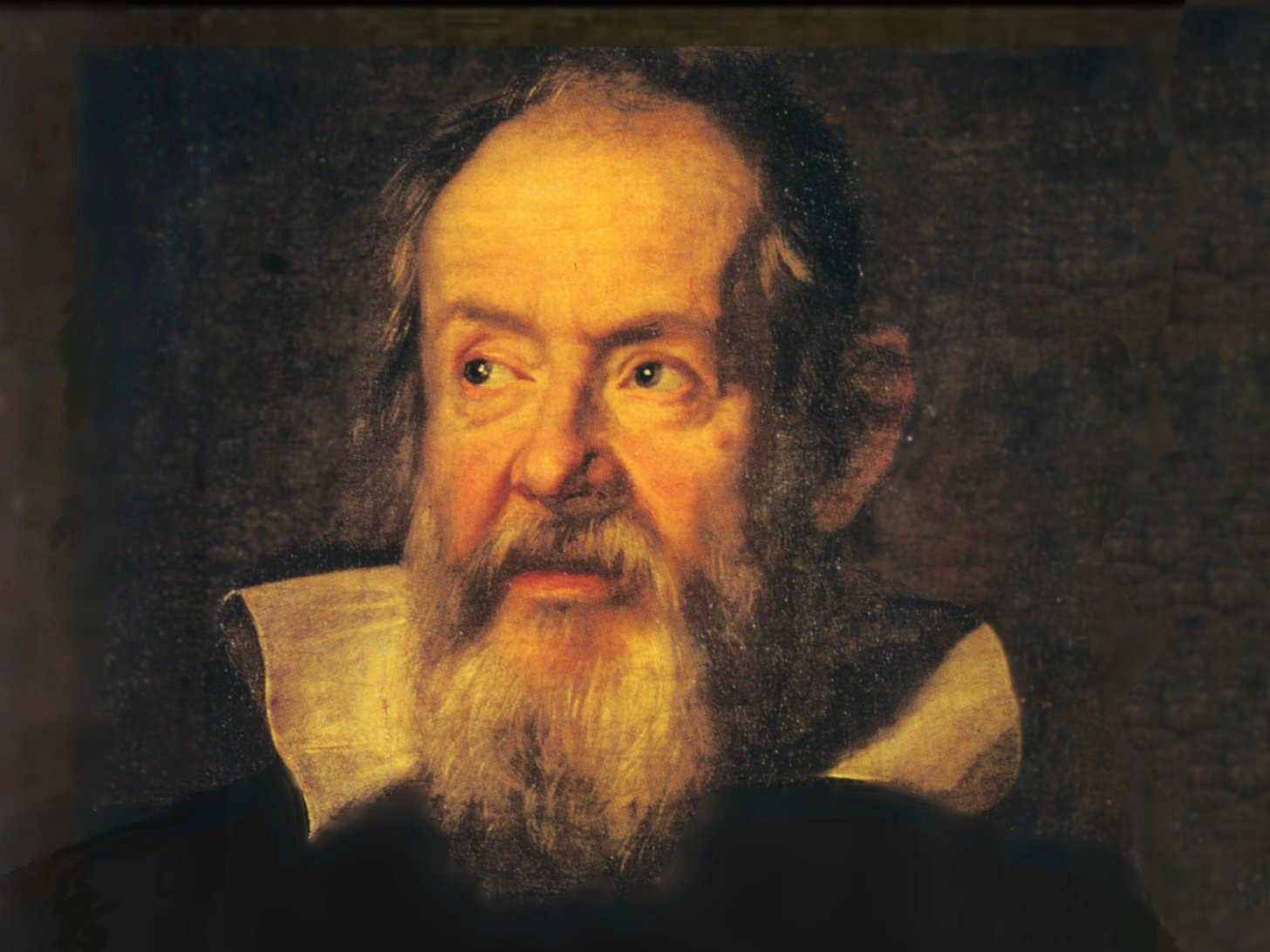
갈릴레오 갈릴레이는 1610년에 최초로 토성의 고리를 관측했다.

갈릴레오 갈릴레이는 1610년에 자신의 망원경을 이용하여 최초로 토성의 고리를 관측했지만, 고리의 정체를 확인하지는 못했다. 그는 토스카나 대공에게 "행성 토성은 혼자가 아니고, 서로 거의 접촉해 있으며 절대 움직이지 않고 서로에 대해서 변하지도 않는 셋으로 구성되어 있습니다. 이들은 황도와 평행하게 배열되어 있고, 중간의 것(토성)은 나머지 것들(고리의 가장자리)의 크기의 약 세 배정도 입니다"라고 편지를 썼다. 또한 그는 토성이 "귀"를 가지고 있다고 묘사했다. 1612년, 고리면이 지구 쪽으로 향하고 있어 고리가 없어진 것처럼 보인 때가 있었다. 이에 혼란스러워진 갈릴레오는 신화 속의 사투르누스가 그의 아이들이 자신을 신들의 왕좌에서 끌어내릴 것을 막기 위해 그들을 집어삼킨 것을 참고하여, "토성이 그의 자식을 집어삼킨 것인가?" 라고 궁금해 하기도 했다. 1613년 고리가 다시 나타났을 때, 갈릴레오는 더욱 혼란스러워 했다.
초기의 천문학자들은 자신의 연구 결과 발표를 준비하기 전에 새로운 발견에 대한 소유권을 주장하기 위한 방법으로써 애너그램을 사용했다. 갈릴레오는 토성의 고리의 발견에 관해 Altissimum planetam tergeminum(나는 가장 먼 행성이 세가지 모습을 가지고 있는 것을 관측했다)을 smaismrmilmepoetaleumibunenugttauiras으로 표현했다.

### 고리 이론과 관측

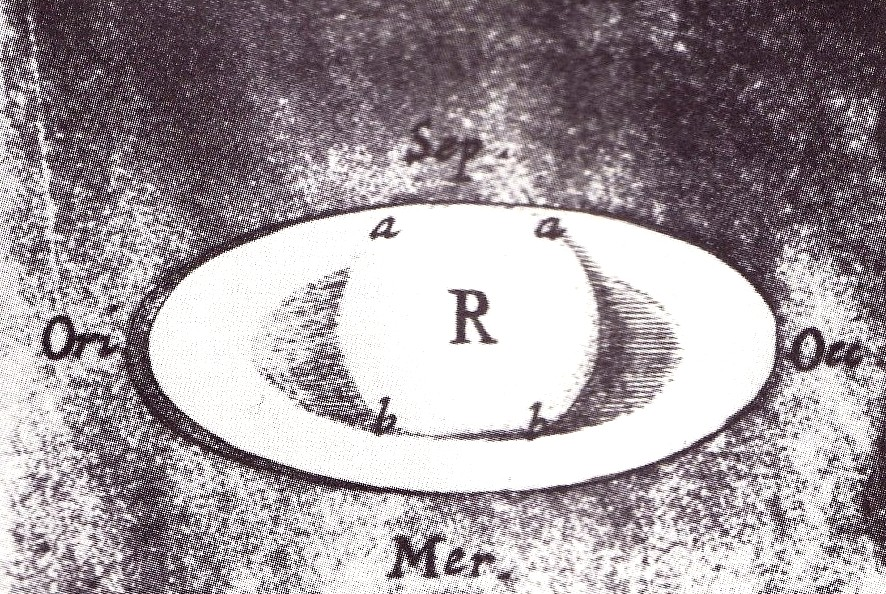
로버트 훅은 1666년에 그린 토성의 그림에서 구체에 의해 고리에 비치는 그림자(a와 b)에 주목했다.

1655년, 크리스티안 하위헌스는 토성이 고리로 둘러싸여 있다고 최초로 주장한 사람이 되었다. 하위헌스는 갈릴레오가 사용했던 망원경보다 더 우수했던 손수 제작한 50배율 굴절 망원경을 이용하여 토성을 관측했고 "그것(토성)은 얇고, 평평하고, 어떤 곳과도 접촉해있지 않으며, 황도쪽으로 기울어져 있는 고리로 둘러싸여 있다"라고 기록했다.
1675년, 조반니 도메니코 카시니는 간극을 통해 토성의 고리가 작고 다양한 고리로 구성되어 있음을 알아내었다. 이들 간극 중 가장 큰 것은 후에 카시니 간극이라고 명명되었다. 이 간극은 A 고리와 B 고리 사이에 있는 폭 4,800 km의 영역이다.
1787년, 피에르시몽 라플라스는 고리가 아주 많고 작은 고체 고리로 구성되어 있다고 주장했다.
1859년, 제임스 클러크 맥스웰은 고리가 고체로 되어 있거나 불안정하고 분해되어 있지 않음을 밝혀내었다. 그는 고리가, 셀 수 없이 많으며 모두 독립적으로 토성을 공전하고 있는 작은 입자들로 구성되어 있어야 한다고 주장했다. 후에, 소피야 코발렙스카야는 토성의 고리가 고리 모양의 유체가 될 수 없음을 밝혔다. 1895년, 앨러게니 천문대의 제임스 킬러와 풀코보 천문대의 아리스타크 벨로폴스키에 의해 이루어진 고리의 분광학적 연구를 통해서 맥스웰의 이론의 타당함이 입증되었다.
고리는 발견된 순서대로 알파벳 순으로 명명되었다. 주요 고리는 행성에서 바깥쪽으로 C, B, A 순으로, 가장 큰 간극인 카시니 간극은 B 고리와 A 고리 사이에 있다. 몇몇 희미한 고리들은 그보다 더 최근에 발견되었다. D 고리는 매우 희미하고 행성과 가장 가깝다. 좁은 F 고리는 A 고리의 바깥에 있다. 그 이상으로는 아주 희미한 두개의 고리, G 고리와 E 고리가 있다. 전반적인 규모 면에서 고리는 엄청나게 많은 구조를 보여준다. 일부는 토성의 위성들에 의한 섭동과 관계되어 있지만, 설명할 수 없는 것들도 많다.

## 물리적 특징

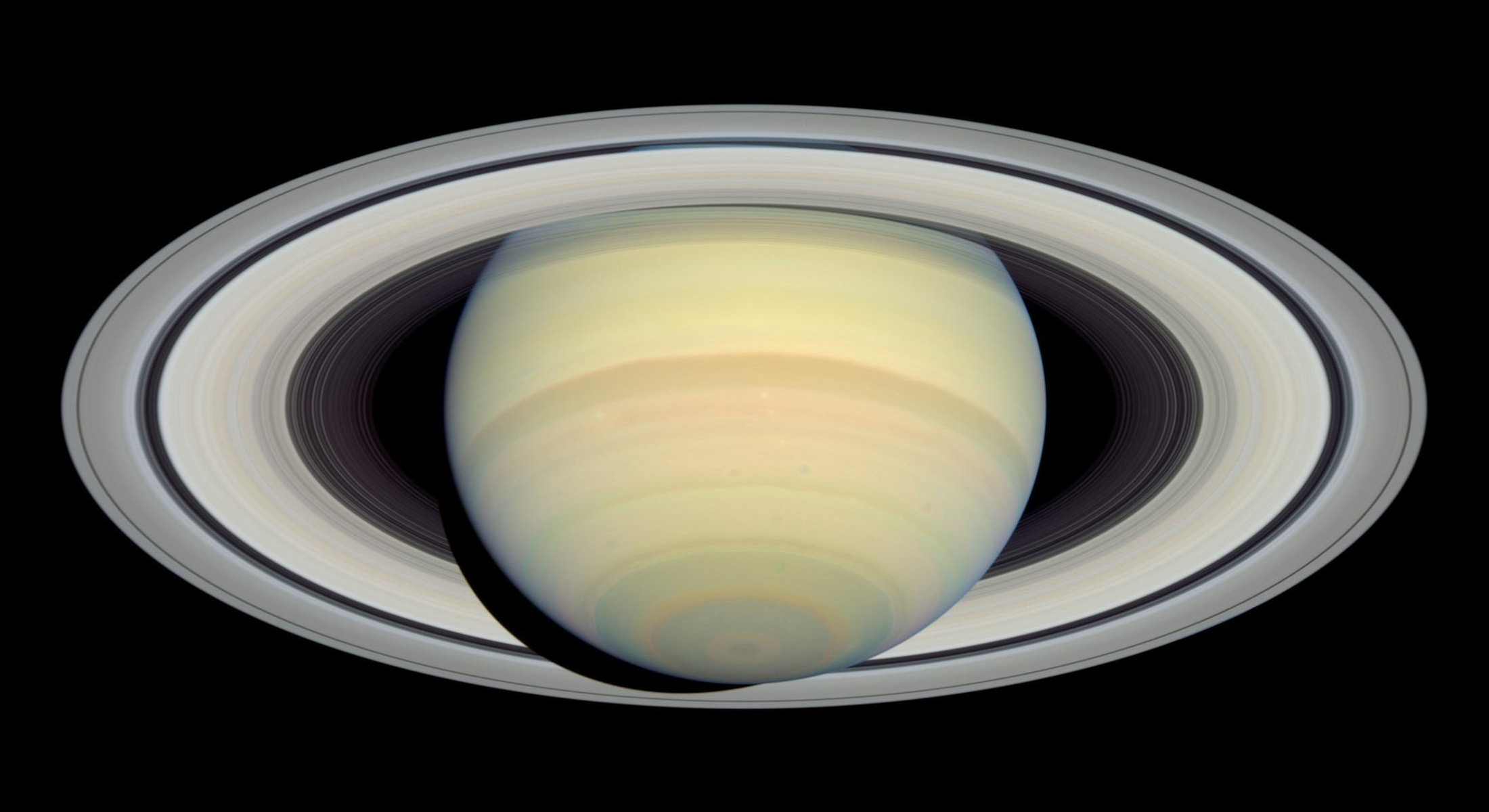
허블 우주 망원경의 탐사용 고성능 카메라에 의해 촬영된 사진(2004년 3월 22일)에서 어두운 카시니 간극은 안쪽의 B 고리와 바깥쪽의 A 고리가 넓게 분리되어 있다. 눈에 덜 뜨이는 C 고리는 B 고리의 안쪽에 있다.

밀도가 높은 주요 고리는 토성의 적도 위로 7,000 km에서 80,000 km까지 뻗어있다.(고리의 주요 세분 참고, 토성의 적도 반지름은 60,300 km) 추정되는 부분적인 두께가 10 미터만큼 작거나 1 킬로미터만큼 큰 고리들은 99.9%가 순수한 물로 구성되어 있고, 나머지 부분은 톨린이나 규산염과 같은 약간의 불순물로 구성되어 있다. 주요 고리는 주로 1 센티미터에서 10 미터 범위의 크기를 가진 입자들로 구성되어 있다.
보이저의 관측에 근거하면, 고리의 총 질량은 약 3 x 1019 kg일 것으로 추정된다. 이는 토성의 총 질량의 아주 작은 한 부분(약 50 ppb)이고 토성의 위성 미마스보다도 작다. 더 최근의 관측과 카시니의 관측에 근거한 컴퓨터 모형은 이 측정값이 고리 내의 군집 때문에 너무 작게 측정되었고 실제 질량은 이 값보다 세 배는 클 것임을 보여주었다. 카시니 간극과 엥케 간극과 같이 고리에서 가장 큰 간극들은 지구에서도 관측될 수 있지만, 아주 작은 것들은 관측하기가 힘들다. 그래서 보이저 우주선을 통해서야 고리가 수천 개의 좁은 간극과 작은 고리로 구성된 복잡한 구조를 갖고 있다는 것을 발견하게 되었다. 보이저가 발견한 고리의 구조는 토성의 많은 위성들의 중력적 끌어당김과 같이 각각 다른 방법을 통해 발달한 것으로 추정된다. 일부 간극들은 판과 같은 아주 작은 위성의 통행에 의해 청소되기도 한다. 일부 작은 고리들은 작은 양치기 위성의 중력적 효과에 의해 유지되는 것으로 보인다.(프로메테우스와 판도라에 의해 F 고리가 유지되는 것과 유사하다) 또다른 간극들은 간극에 위치하는 입자의 공전주기와 그보다 훨씬 밖에 있는 아주 무거운 위성의 공전주기 사이의 공명에 의해 발달한다. 미마스는 이러한 방식으로 카시니 간극을 유지한다. 고리의 많은 구조는 안쪽 위성의 주기적 중력섭동에 의해 발생하여 공명에 약간 지장을 주는 나선파를 포함하고 있다.

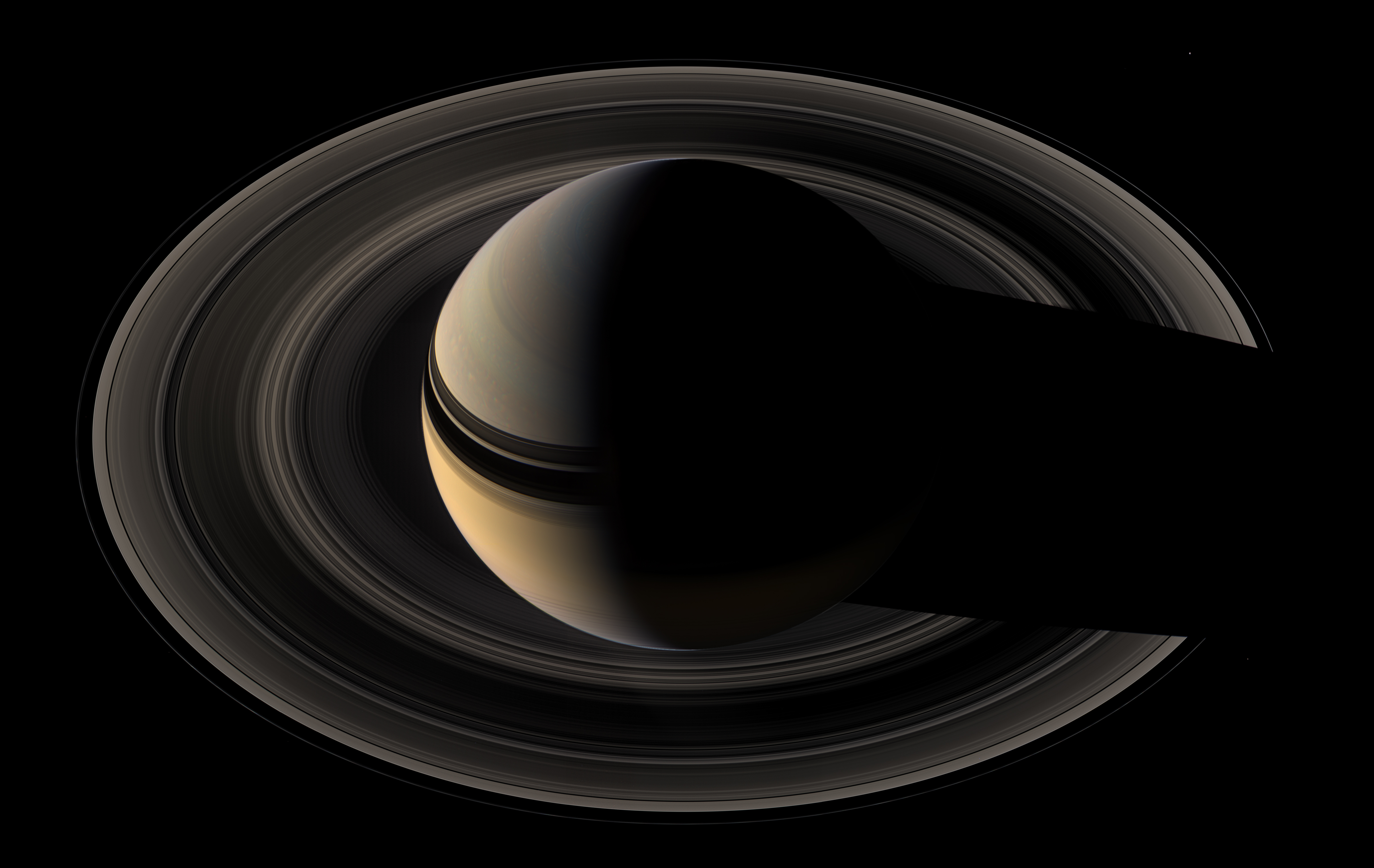
카시니 우주 탐사선이 본 토성의 고리의 어두운 면(2007년 5월 9일).

카시니 우주 탐사선의 데이터는 토성의 고리 무리가 스스로 행성의 독립적인 대기임을 시사한다. 대기는 태양으로부터 오는 자외선이 고리 내의 얼음과 상호작용할 때 만들어지는 산소 분자(O2) 기체로 구성되어 있다. 얼음 파편의 물분자와 자외선에 의한 화학적인 반응은 여러 가지 중에서 O2를 형성하고 방출한다. 이 대기 모형에 따르면, 수소 분자(H2) 또한 존재한다. O2와 H2로 구성된 대기는 굉장히 희박하다. 이것이 어떻게든 고리에 응결된다면, 대기는 원자 하나의 두께가 될 것이다. 고리는 또한 희박한 수산화물(OH) 대기와의 유사성을 지니고 있다. O2와 같이, 이 대기는 물분자의 분해에 의해 만들어지는데, 이 경우에서의 분해는 토성의 위성 엔셀라두스에서 방출된 물분자에 퍼부어지는 고에너지 이온에 의해 이루어지는 것이다. 극단적으로 희박하더라도, 이 대기는 허블 우주 망원경을 통해 지구에서 관측될 수 있다.

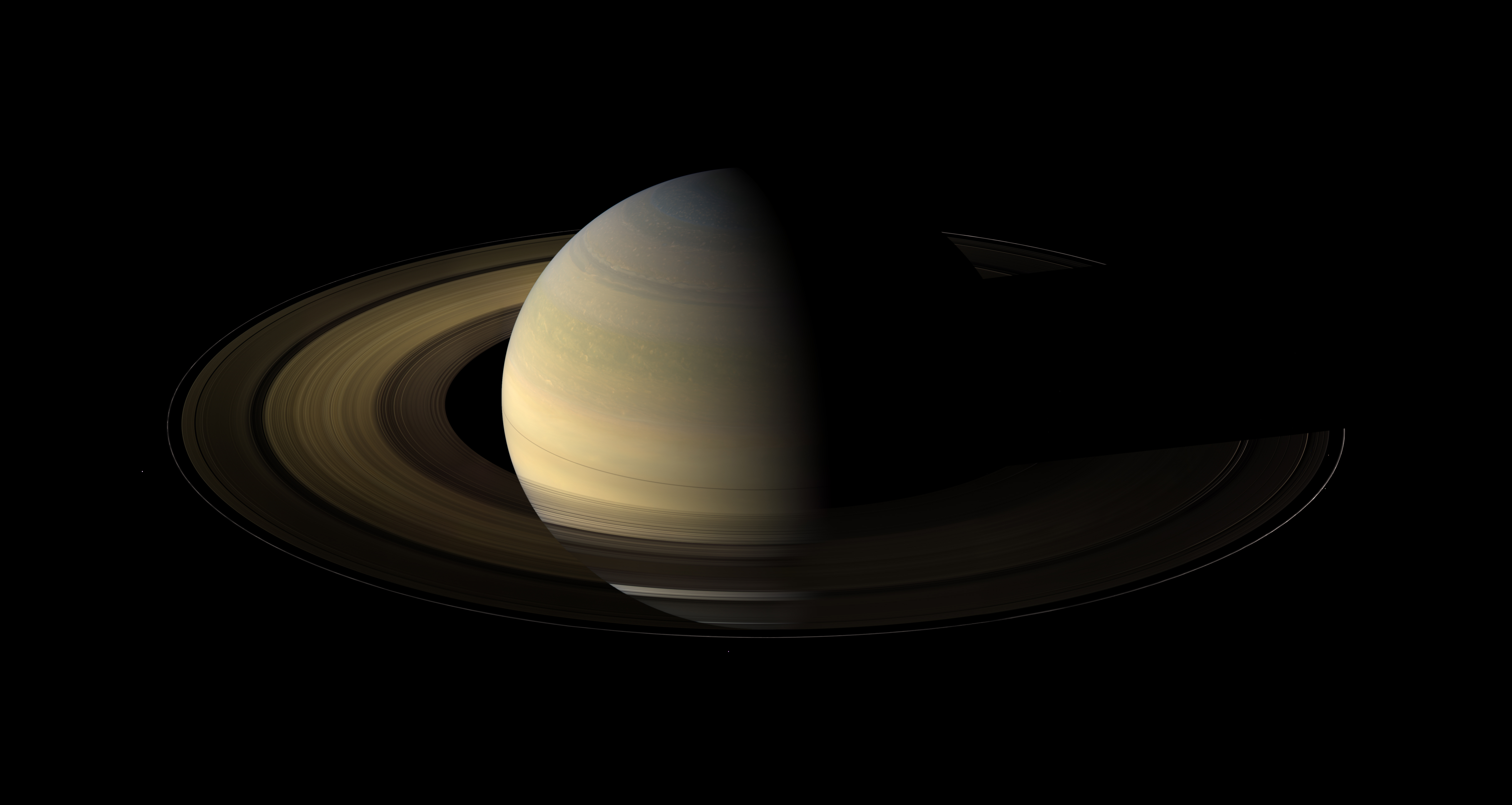
2009년 8월 12일, 분점 다음 날 카시니에 의해 촬영된 토성의 고리의 모자이크 사진. 태양을 향하고 있는 고리의 빛은 얇거나 F 고리와 같이 고리면 바깥에 있는 부분을 제외하면 토성에 의해 반사되어 보이는 것이다.

토성은 복잡한 패턴의 밝기 변화를 보여준다. 가장 큰 변동은 고리의 면이 향하는 방향의 변화 때문이고, 이는 매번 공전할 때마다 2회의 주기로 진행된다. 그러나 상을 중첩시켜(superimose) 보면 이것은 충에 있는 행성이, 남반구에서 보다 북반구에서 더 밝게 보이게 만드는 행성의 공전궤도의 이심률에 기인한 변동이다.
1980년, 보이저 1호는 토성을 근접통과하면서 서로 꼬여 복잡한 구조를 한 것처럼 보이는 세 개의 좁은 고리로 구성된 F 고리를 보여주었다. 이는 현재 안쪽에 어두운 세번째 고리가 위치하여 서로 꼬인 것처럼 착시를 보여주는, 덩어리와 꼬임으로 구성된 바깥의 두 개의 고리로 알려져 있다.

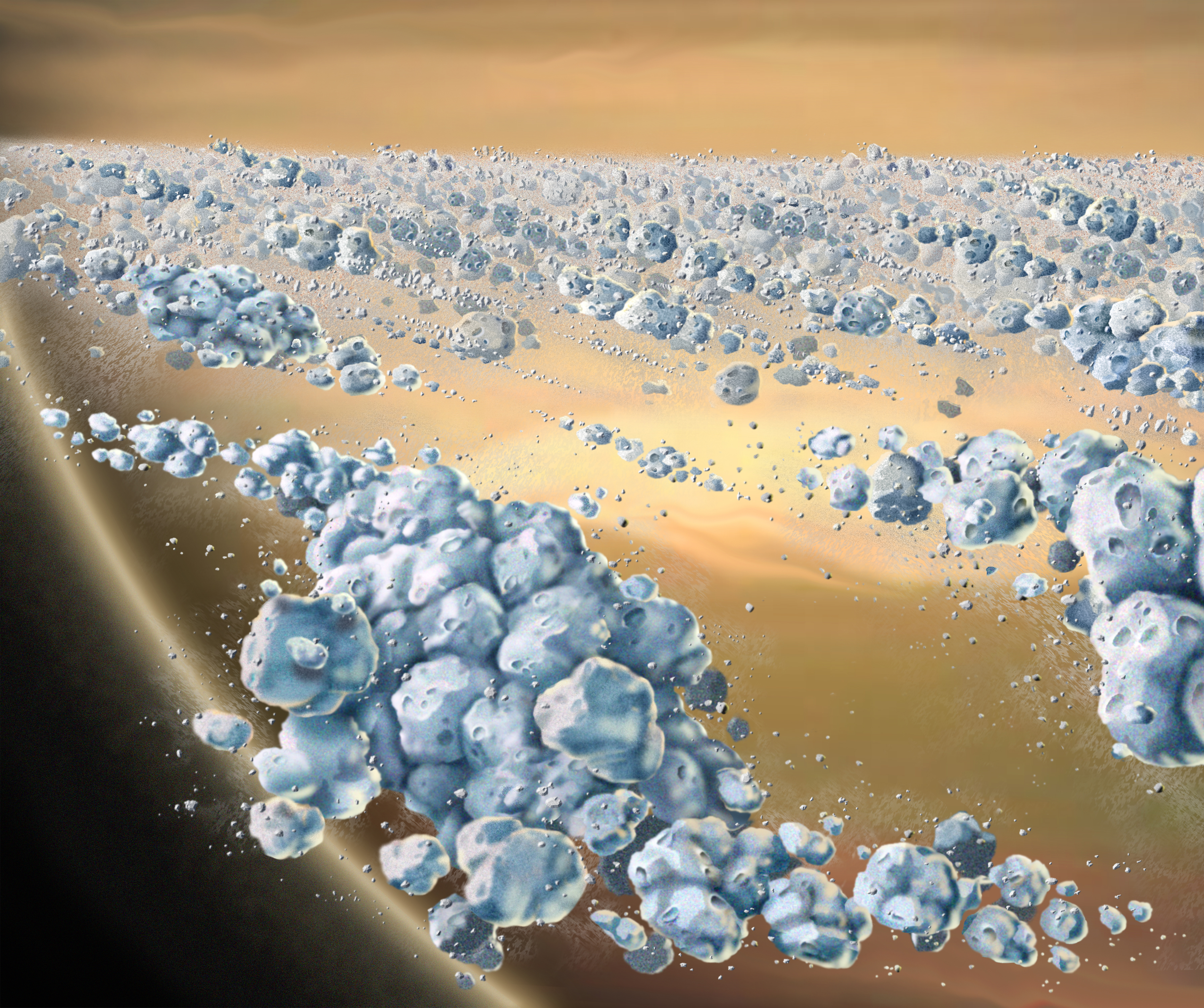
2007년에 표현된 토성의 고리 일부분을 구성하는 얼음 입자 응집체. 이러한 길게 늘어진 군집들은 계속해서 결집과 해산을 반복한다. 가장 큰 입자는 수 미터에 이른다.

토성의 분점인 2009년 8월 11일, NASA의 카시니 탐사선에 의해 촬영된 새로운 고리 사진은 얼마 되지 않는 고리면 밖으로 몇 군데에서 고리가 상당한 크기로 뻗어있는 것을 보여주었다. 이 변위는 간극을 형성하는 위성, 다프니스의 궤도가 고리면에서 벗어나 있기 때문에 킬러 간극의 가장자리에서 4 km에 이를만큼 크다.

## 주요 고리의 형성
토성의 고리는 토성의 형성 시기를 측정함에 따라 매우 오래되었을 것이다. 토성의 안쪽 고리의 기원에 관한 두가지 주요 이론이 있다. 원래 19세기에 에두아르 로슈에 의해 주장된 한 이론은, 과거에 기조력(로슈한계 참고)에 의해 산산조각 날 만큼 가까워질 때까지 토성을 공전하다가 파괴된 (로마 신화의 여신, 베리타스로 이름 붙여진)토성의 위성이라는 것이다. 변형된 이 이론은 고리가 나중에 거대한 혜성이나 소행성과 충돌하여 위성이 분해된 것이라는 것이다. 두번째 이론은 고리가 위성의 파편이 아닌 대신에, 토성을 형성했던 성운 물질들의 잔재라는 것이다.
좀 더 고전적인 분쇄된 위성 이론은 고리가 미마스보다 약간 큰, 지름 400~600 km의 위성의 파편으로 구성되어 있다는 것이다. 약 40억 년 전, 후기 운석 대충돌기 동안에 위성을 충분히 분쇄할 수 있을만한 거대한 천체와의 충돌이 있었을 것이다.
최근 R. M. 캐넙에 의해 변형된 이 이론은 고리가 토성이 아직 가스 성운에 둘러싸여 있던 형성기에 행성 쪽으로 나선을 그리며 떨어지다 외부층이 벗겨진, 타이탄 크기로 매우 큰 위성의 얼음 맨틀의 잔해의 일부에 해당한다고 한다. 이는 고리 내의 암석물질의 부족을 설명할 것이다. 고리는 초기에 지금보다 훨씬 무겁고(~1000배) 넓었을 것이다. 고리의 외곽 부분의 물질은 합쳐져 테티스와 같은 토성의 위성이 되었다. 이러한 대부분의 위성들의 구성 요소 또한 암석물질의 부족을 설명할 수 있다. 증가하고 있는 엔셀라두스의 밀도는 현재 1.61 g/cm3 로, 1.15 g/cm3 인 미마스나 0.97 g/cm3 인 테티스와 비교해보면, 이후 엔셀라두스의 충돌적 또는 저온화산활동적(cryovolcanic) 진화가 위성의 까다로운 얼음 손실로부터 야기되었음을 알 수 있다.
초기의 무거운 고리에 관한 아이디어는 나중에 레아와 같은 토성의 위성들의 형성에 관한 설명까지 확장된다. 초기의 무거운 고리가 얼음 뿐만 아니라 암석물질 덩어리(>100 km 반경)도 포함하고 있었다면, 이러한 규산염 천체들은 얼음을 더 많이 흡수하여 고리의 중력 상호작용과 토성의 조석 상호작용으로 인해 계속해서 넓은 궤도로 전이하여 고리로부터 벗어나게 된다. 로슈한계 내의 암석 천체들은 추가적인 물질을 흡수하기 충분할 정도로 밀도가 높지만, 얼음 천체와 같은 것들은 밀도가 낮아 그렇지 못하다. 고리 바깥쪽에 새로 형성된 위성들은 무작위 병합을 통해 진화하기 시작할 것이다. 이 과정은 레아와 같은 토성의 위성의 규산염 물질의 변화와 토성과 가까울수록 규산염 물질이 적어지는 경향도 설명할 수 있다. 이에 따라 레아는 원시 고리에서 형성된 위성 중 가장 늙은 것이 될 것이고, 토성과 가까운 위성일수록 젊을 것이다.
유성체 먼지의 유입으로 시간에 따라 고리가 점점 검은색으로 변색되어야 할 것을 고려하면, 토성의 고리를 구성하는 얼음의 밝기와 순도는 고리의 연령이 약 1억 년 정도로, 토성보다 훨씬 어리다는 증거로 들어왔었다. 그러나, 새로운 연구는 B 고리가 유입되는 물질을 희석시킬 정도로 충분히 무겁기 때문에 태양계의 연령 이상의 기간 동안 흑색화를 방지할 수 있음을 보여주었다. 고리 물질은 고리 내의 군집을 형성하여 후에 충돌로 분해됨으로써 순환되고 있을지도 모른다. 이는 젊게 보이는 고리 내의 일부 물질을 설명할 것이다.
래리 에스포지토가 이끄는 카시니 UVIS 연구팀은 항성엄폐를 이용하여 F 고리 내에서 27 미터에서 10 킬로미터까지 이르는 13 개의 천체를 발견하였다. 이것들은 반투명했는데, 이들이 수 미터에 이르는 얼음 바위의 일시적인 응집물임을 암시한다. 에스포지토는 이것이 토성의 고리의 기본 구조로, 서로 뭉치고 후에 산산조각 나는 입자라고 여겼다.

## 고리 내의 세분 및 구조
토성의 고리계에서 가장 밀도가 높은 부분은 카시니 간극(1675년 조반니 도메니코 카시니에 의해 발견됨) 에 의해 분리된 A 고리와 B 고리이다. 마찬가지로 1850년에 발견된 C 고리도 카시니 간극과 특징에 있어서 유사한데, 이러한 영역들은 주요 고리를 구성한다. 주요 고리는 밀도가 높고 미세먼지 고리보다는 큰 입자들로 구성되어 있다. 미세먼지로 구성된 경우는 토성의 최상층 구름 쪽까지 뻗어있는 D 고리와 G 고리, E 고리, 그 외 주요 고리계 뒤에 있는 다른 것들이 있다. 이렇게 희미한 고리들은 구성 입자의 크기가 작기 때문에 거의 먼지로만 구성된 것을 특징으로 한다. 이들의 화학적 조성은 주요 고리와 유사한데, 거의 대부분 얼음으로 구성되어 있다. A 고리의 가장자리 바로 바깥에 있는 좁은 F 고리는 구성 부분이 매우 밀도가 높지만, 먼지크기 입자 또한 많은 양으로 가지고 있기 때문에 분류하기가 매우 어렵다.

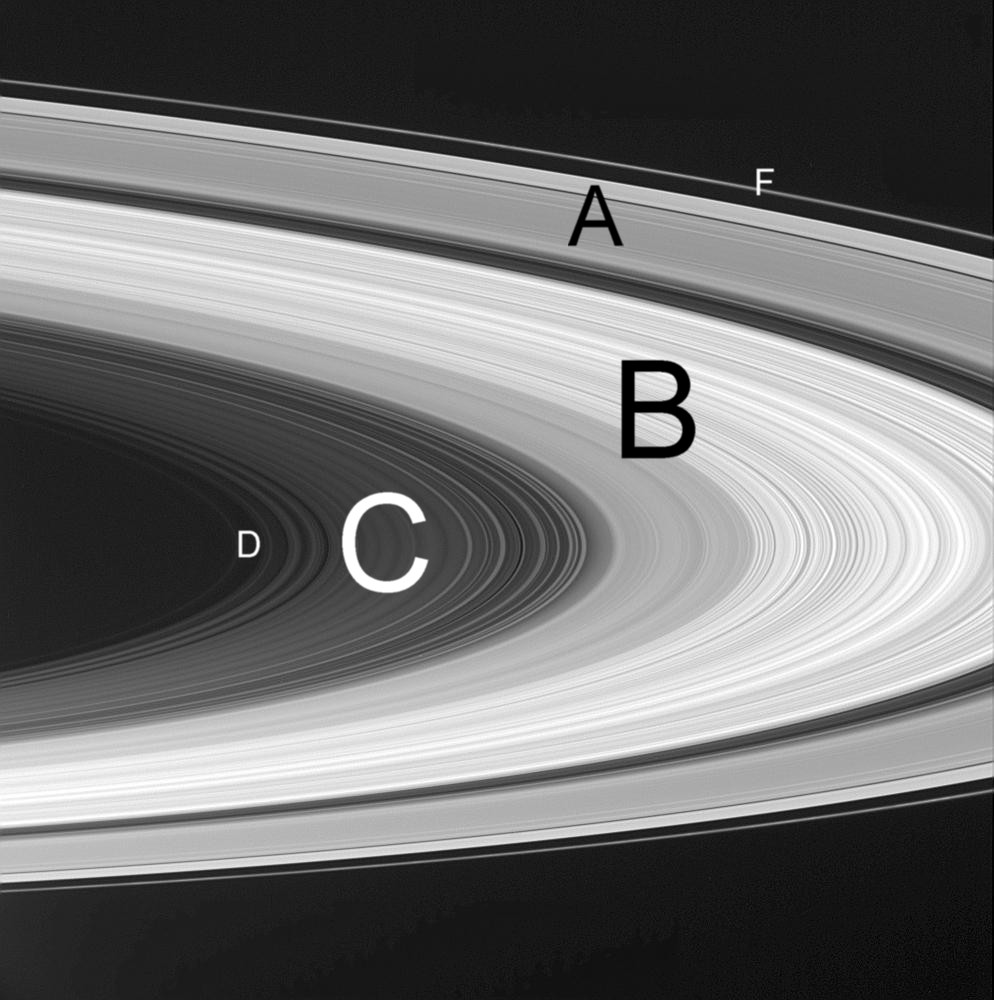
빛이 비추어지고 있는 토성의 고리 부분으로 세분화된 주요 고리의 이름이 붙여져 있다.

### 데이터 표
주:

(1) 거리는 간극, 고리, 1,000 km 보다 좁은 미세고리(ringlet)의 중심까지 잰 것

(2) 비공식적인 명칭

(3) 유명한 이름이 아닌 한 국제천문연맹에서 지명한 이름을 사용함. 넓은 간극은 경계(division)라 일컫고, 좁은 간극은 틈(gap)이라고 일컬음

(4) 데이터는 대부분 행성의 지명 명명법 사전, NASA 정보보고서와 일부 논문에서 가져온 것

#### 고리의 주요 세분
| 이름(3)                     | 토성으로부터의 거리 (km)(4) | 폭 (km)(4) | 이름 주인             |
| --------------------------- | --------------------------- | ---------- | --------------------- |
| D 고리                      | 66,900 – 74,510             | 7,500      |                       |
| C 고리                      | 74,658 – 92,000             | 17,500     |                       |
| B 고리                      | 92,000 – 117,580            | 25,500     |                       |
| 카시니 간극                 | 117,580 – 122,170           | 4,700      | 조반니 카시니         |
| A 고리                      | 122,170 – 136,775           | 14,600     |                       |
| 로슈 간극                   | 136,775 – 139,380           | 2,600      | 에두아르 로슈         |
| F 고리                      | 140,180 (1)                 | 30 – 500   |                       |
| 야누스/에피메테우스 고리(2) | 149,000 – 154,000           | 5,000      | 야누스와 에피메테우스 |
| G 고리                      | 166,000 – 175,000           | 9,000      |                       |
| 메토네 고리 호(2)           | 194,230                     | ?          | 메토네                |
| 안테 고리 호(2)             | 197,665                     | ?          | 안테                  |
| 팔레네 고리(2)              | 211,000 – 213,500           | 2,500      | 팔레네                |
| E 고리                      | 180,000 – 480,000           | 300,000    |                       |
| 포에베 고리                 | ~4,000,000 – >13,000,000    |            | 포에베                |

#### C 고리 내의 구조
| 이름(3)          | 토성으로부터의 거리 (km)(4) | 폭 (km)(4) | 이름 주인                             |
| ---------------- | --------------------------- | ---------- | ------------------------------------- |
| 콜롬보 간극      | 77,870 (1)                  | 150        | 주세페 "베피" 콜롬보                  |
| 타이탄 미세고리  | 77,870 (1)                  | 25         | 타이탄, 토성의 위성                   |
| 맥스웰 간극      | 87,491 (1)                  | 270        | 제임스 클러크 맥스웰                  |
| 맥스웰 미세고리  | 87,491 (1)                  | 64         | 제임스 클러크 맥스웰                  |
| 본드 간극        | 88,700 (1)                  | 30         | 윌리엄 크랜치 본드와 조지 필립스 본드 |
| 1.470RS 미세고리 | 88,716 (1)                  | 16         | 토성의 반지름                         |
| 1.495RS 미세고리 | 90,171 (1)                  | 62         | 토성의 반지름                         |
| 도스 간극        | 90,210 (1)                  | 20         | 윌리엄 루터 도스                      |

#### 카시니 간극 내의 구조
- 출처:[39][40]

| 이름(3)           | 토성으로부터의 거리 (km)(4) | 폭 (km)(4) | 이름 주인              |
| ----------------- | --------------------------- | ---------- | ---------------------- |
| 하위헌스 간극     | 117,680 (1)                 | 285–400    | 크리스티안 하위헌스    |
| 하위헌스 미세고리 | 117,848 (1)                 | ~17        | 크리스티안 하위헌스    |
| 허셜 간극         | 118,234 (1)                 | 102        | 윌리엄 허셜            |
| 러셀 간극         | 118,614 (1)                 | 33         | 헨리 노리스 러셀       |
| 제프리스 간극     | 118,950 (1)                 | 38         | 해럴드 제프리스        |
| 카이퍼 간극       | 119,405 (1)                 | 3          | 제라드 카이퍼          |
| 라플라스 간극     | 119,967 (1)                 | 238        | 피에르-시몽 라플라스   |
| 베셀 간극         | 120,241 (1)                 | 10         | 프리드리히 베셀        |
| 바너드 간극       | 120,312 (1)                 | 13         | 에드워드 에머슨 바너드 |

#### A 고리 내의 구조
| 이름(3)   | 토성으로부터의 거리 (km)(4) | 폭 (km)(4) | 이름 주인   |
| --------- | --------------------------- | ---------- | ----------- |
| 엥케 간극 | 133,589 (1)                 | 325        | 요한 엥케   |
| 킬러 간극 | 136,505 (1)                 | 35         | 제임스 킬러 |

## D 고리

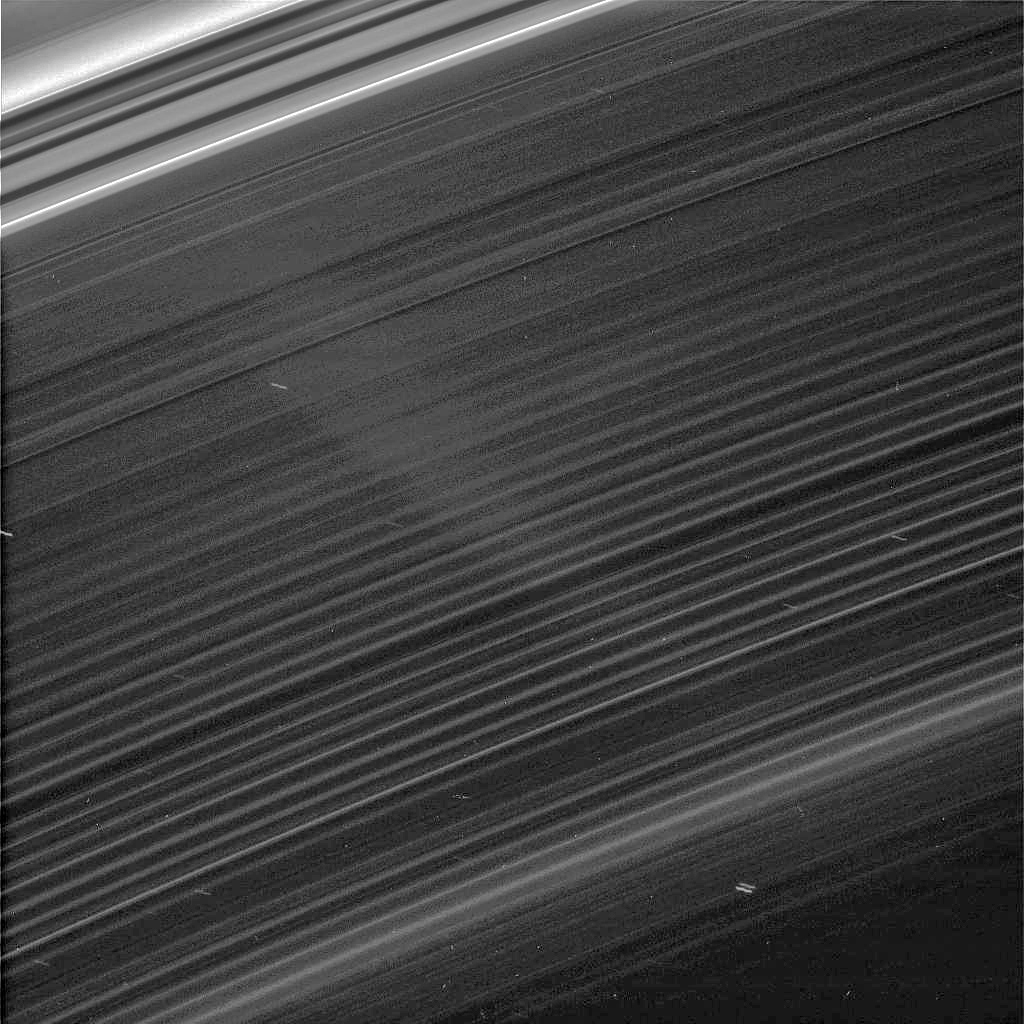
안쪽의 희미한 파문을 보여주도록 처리된 카시니의 토성의 D 고리 사진, 좌측상단에서 매우 밝은 C 고리가 보인다.

D 고리(D Ring)는 가장 안쪽의 고리로, 매우 희미하다. 1980년, 보이저 1호가 이 고리 내에서 D73, D72, 그리고 토성과 가장 가까운 별개의 미세고리 D68로 명명된 미세고리 세 개를 발견했다. 약 25년 후, 카시니가 촬영한 사진은 D72가 상당히 폭이 넓고 더 희미하게 된데다, 행성 방향으로 200 km 이동한 것을 보여주었다.
D 고리에서 보이는 것은 30 킬로미터 간격의 미세규모 파동 구조이다. C 고리와 D73 사이의 간극에서 처음 본 이 구조는, 2009년 토성의 분점 동안에 D 고리에서 B 고리의 안쪽 끝까지 반경거리 19,000 km까지 뻗은 채로 발견되었다. 이 파동은 진동수가 2 m에서 20 m인 수직 파상 주름의 나선 패턴으로, 파동의 주기는 시간에 따라 감소하고 있다.(1995년에는 60 km, 2006년에는 30 km) 이로부터 파동이 1983년 말에 고리 적도면에 대해 기울어진채로 분쇄된 혜성의 잔해 구름(질량이 ~1012 kg)의 충돌로 기원되었을 수도 있음을 추론할 수 있다. 이와 유사한 목성의 주요 고리에서의 나선 패턴은 1994년 슈메이커-레비 제9혜성에서 온 물질과의 충돌로 인해 야기된 섭동의 결과로 판단되었다.

## C 고리

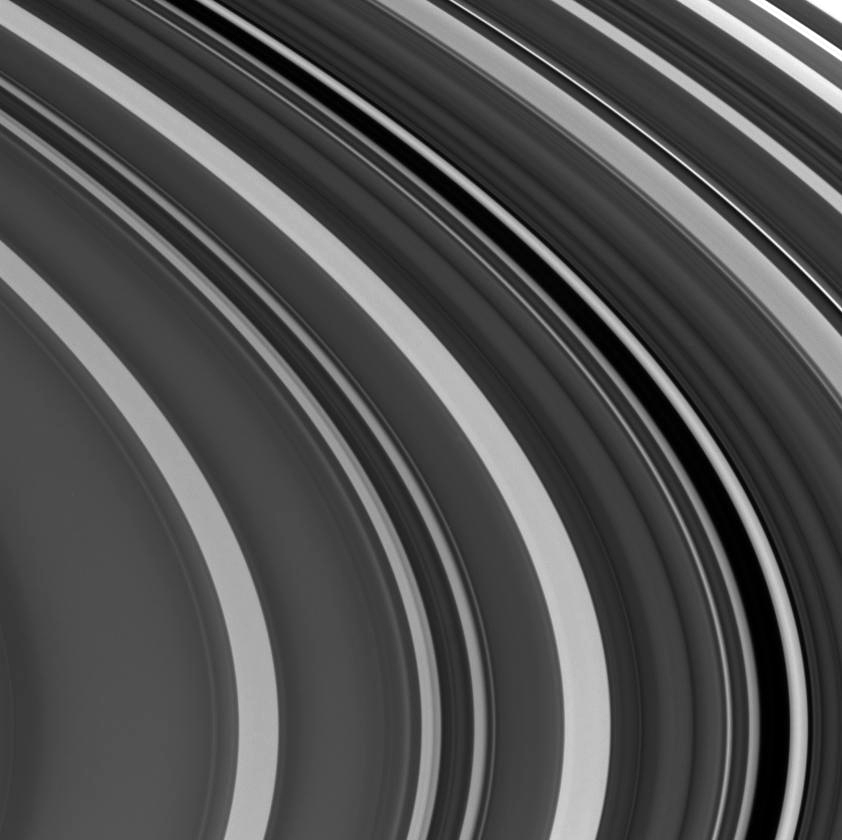
C 고리 외곽에서의 관점. 사진의 오른편, 가장 어두운 간극이 맥스웰 간극이고, 그 중심에 맥스웰 미세고리가 있다. 본드 간극은 밝은 띠의 위쪽, 우측상단 방향에 있고, 도스 간극은 우측상단 모퉁이 바로 아래의 어두운 띠 안에 있다.

C 고리(C Ring)는 폭이 넓지만 희미한 고리이다. B 고리의 안쪽에 위치해 있다. 이 고리는 1850년 윌리엄 본드와 조지 본드에 의해 발견되었다. 윌리엄 R. 도스와 요한 갈레 또한 그들과 별개로 고리를 관측했다. 윌리엄 라셀은 이 고리를 밝은 A 고리와 B 고리에 비해 어두운 물질로 구성된 것처럼 보이기 때문에 "크레이프 고리"(Crepe Ring)라고 이름 붙였다.
C 고리의 수직 두께는 5 미터이고, 질량은 1.1×1018 kg으로 추정된다. 그리고 고리의 광학적 깊이가 0.05에서 0.12까지 달라진다. 이는 고리가 가려지면서 5 퍼센트에서 12 퍼센트 사이의 빛만 수평으로 비추어지고 있기 때문에 그 결과로 위에서 관측할 때, 고리는 거의 투명하게 된다. D 고리에서 최초로 보인 30 킬로미터 파장의 나선 파상 주름은 2009년 토성의 분점 동안 C 고리까지 뻗은 채로 관측되었다.(위 참고)

### 콜롬보 간극과 타이탄 미세고리
콜롬보 간극(Colombo Gap)은 C 고리의 안쪽에 위치해 있는 간극이다. 간극 내에는 토성의 중심부로부터 77,883 킬로미터 떨어진 곳에 중심을 둔 밝고 좁은 콜롬보 미세고리가 위치해있다. 이 미세고리는 위성 타이탄과의 궤도공명에 지배를 받기 때문에 타이탄 미세고리(Titan Ringlet) 로도 불린다. 고리 내의 이 위치에서, 고리 입자의 근일점 세차운동 거리는 타이탄의 궤도운동 거리와 동일하기 때문에 이 특이한 미세고리의 바깥쪽 끝부분은 항상 타이탄 쪽을 향하고 있다.

### 맥스웰 간극과 미세고리
맥스웰 간극(Maxwell Gap)은 C 고리의 바깥 부분 내에 위치해 있는 간극이다. 또한 간극은 밀도가 높은 비원형 미세고리인 맥스웰 미세고리(Maxwell Ringlet)를 포함하고 있다. 많은 점에서 이 미세고리는 천왕성의 엡실론 고리와 유사하다. 두 고리의 중심에는 파동과 유사한 구조가 있다. 엡실론 고리의 파동이 천왕성의 위성인 코델리아에 의해 발생한 것으로 여겨지지만, 맥스웰 간극의 경우 현재까지 그러한 구조를 야기한 것으로 추정되는 위성이 발견되지 않았다.

## B 고리

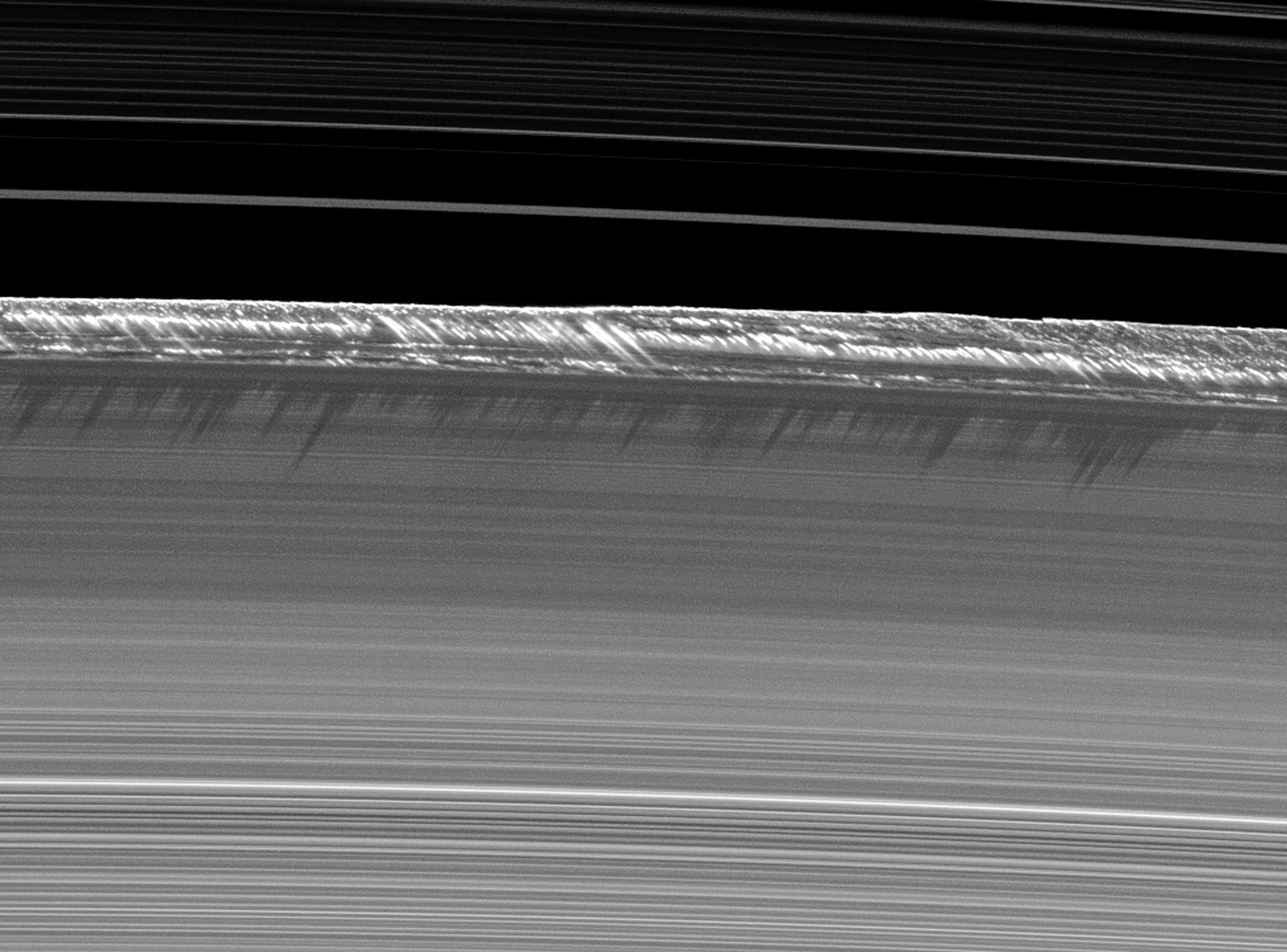
분점 직전에 본 B 고리의 바깥쪽 끝 부분으로, 아마 관측되지 않은 소위성에 의해 만들어졌을 것으로 추정되는, 높이 2.5 km까지의 수직 구조에 의해 드리운 그림자가 있는 위치이다. 맨 위에 카시니 간극이 보인다.

B 고리(B Ring)는 고리 중에서 가장 거대하고, 밝으며, 가장 무겁다. 고리의 두께는 5 미터에서 15 미터 정도로 추정되고, 질량은 2.8×1019 kg이며, 광학적 깊이는 0.4에서 2.5까지 달라진다. 이는 B 고리의 일부분이 가려지면서 91%의 햇빛이 통과한다는 뜻이다. B 고리는 밀도와 밝기의 다양한 변화를 수반하고 있다. 이는 거의 모두 설명되지 않고 있으며, B 고리가 어떠한 간극을 포함하고 있지 않더라도 원모양의 좁은 미세고리로써 보이게 만든다. B 고리의 바깥 부분에서는 주요 고리면에서 2.5 킬로미터까지 벗어난 수직 구조가 포함되어 있다.

### 테
1980년까지, 토성의 고리의 구조는 오로지 중력에 의한 반응에 의해서만 야기된 것으로 설명되어 왔다. 그런데 보이저 우주선에서 온 사진은 테(spoke)로 알려져 있는, B 고리의 반경에 따른 특징을 보여주었다. 테는 고리의 지속성과 회전이 중력 궤도역학의 설명과 일치하지 않아, 이런 원리로는 설명할 수가 없다. 또 테는 후방산란광에서 어둡게, 전방산란광에서 밝게 보인다.(갤러리 사진 참고) 이 변화는 약 60˚에 가까운 위상각에서 발생한다. 테의 구성에 관한 기성 이론은, 테가 아주 미세한 먼지입자로 구성되어 있다고 한다. 이 먼지입자들은 토성의 자기권 내에서 거의 동시에 회전함으로써 일어난 정전기적 반발에 의해 주요 고리에서 날아와 정체했다. 전기적 섭동이 토성의 대기나 고리에 미소 유성체가 충돌하면서 일어난 번개에 의해 테가 발생했을지도 모른다고 주장되어 왔지만, 이를 만들어내는 정확한 메커니즘은 아직까지 알려져 있지 않다.
테는 카시니 탐사선이 관측할 때까지 약 25년 동안 다시 관측되지 않았다. 2004년 초에 카시니가 토성에 도착했을 때 이 테는 보이지 않았다. 일부 과학자들은 테의 형성을 설명하기 위한 시도로 모형에 근거하여, 2007년까지 테가 관측되지 않을 것이라 추측했다. 그럼에도 불구하고, 카시니 영상 팀은 계속해서 고리 사진에서 테가 촬영되길 기대했다. 이들은 다음 해, 2005년 9월 5일에 촬영된 사진에서 그것을 볼 수 있었다.
테는 토성이 분점에 가까워질 때인 토성의 한겨울에 사라지고, 한여름에 다시 나타나는 계절적인 현상으로 보인다. 테가 29.7년 주기로 토성이 공전함에 따라 달라지는 계절적인 효과라는 주장은 카시니 임무 후년에 이들이 점진적으로 재출현함으로써 뒷받침되었다.

### 소위성
2009년, 분점 동안에 B 고리에 박혀있는 소위성이 주변에 그림자를 드리우면서 발견되었다. 크기는 직경 400 미터(1,300 ft)로 추정된다. 소위성에게는 S/2009 S 1이라는 임시명칭이 주어졌다.

## 카시니 간극

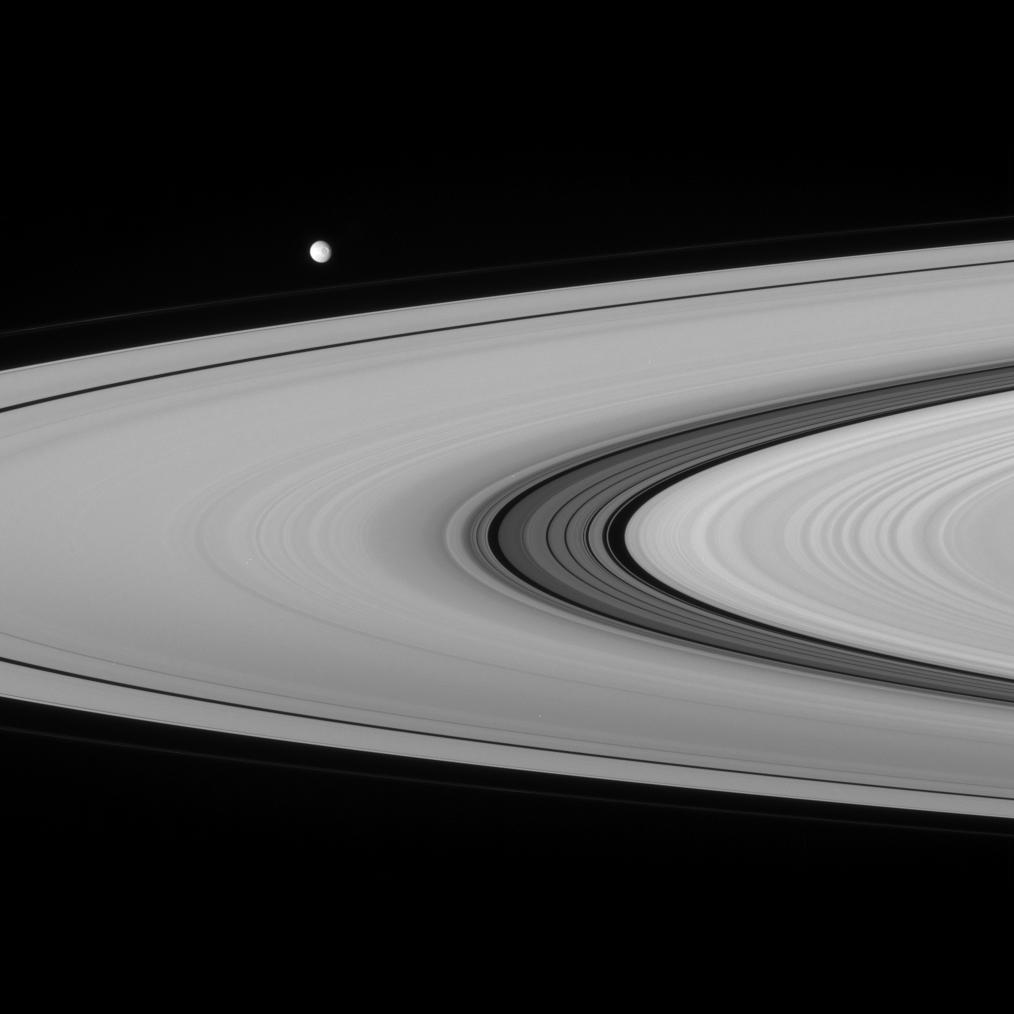
카시니 탐사선에 의해 촬영된 카시니 간극. 하위헌스 간극은 카시니 간극의 오른쪽 둘레에 위치해 있고, 라플라스 간극은 사진 중앙에 위치해 있다.

카시니 간극(Cassini Division)은 A 고리와 B 고리 사이에 있는 4,800 km 폭의 영역으로, 1675년 파리 천문대의 2.5인치 대물렌즈에 20 피트 초점길이, 90배율 굴절망원경을 이용한 조반니 카시니에 의해 발견되었다. 지구에서 이 간극은 고리의 얇고 검은 공백으로 보인다. 그러나, 보이저는 이 간극이 C 고리와 많은 유사성을 가지고 있는 고리 물질들을 포함하고 있음을 발견했다. 상대적으로 낮은 밀도의 물질들이 고리의 두께를 통해 빛을 더 많이 투과시키기 때문에, 고리의 빛이 비춰지지 않는 쪽에서 보면 간극은 밝게 보인다.(갤러리의 두번째 사진 참고)
카시니 간극의 안쪽 가장자리는 강력한 궤도공명에 의해 통제된다. 이 위치에서의 고리 입자의 궤도는 항상 미마스의 궤도의 두 배이다. 공명은 미마스가 이 위치에서의 고리 입자를 뭉치게 하고, 입자의 궤도를 불안정하게 만들어서 고리 밀도의 예리한 절단을 초래하도록 끌어당기게 만든다. 그러나, 카시니 간극 내의 미세고리 사이에 있는 다른 많은 간극들은 어떻게 형성되었는지 아직 밝혀지지 않았다.

### 하위헌스 간극
하위헌스 간극(Huygens Gap)은 카시니 간극의 안쪽 가장자리에 위치해 있다. 이 간극은 중간에 밀도가 높고, 둥근 하위헌스 미세고리(Huygens Ringlet)를 포함하고 있다. 이 미세고리는 미마스와의 2:1에 가까운 공명과 B 고리의 바깥쪽 원형 가장자리의 영향으로 인해 발생하는 것으로 여겨지는 기하학적 폭과 광학적 깊이의 불규칙한 방위 변화를 보이고 있다. 하위헌스 미세고리 바로 바깥에는 좁은 미세고리가 하나 더 있다.

## A 고리

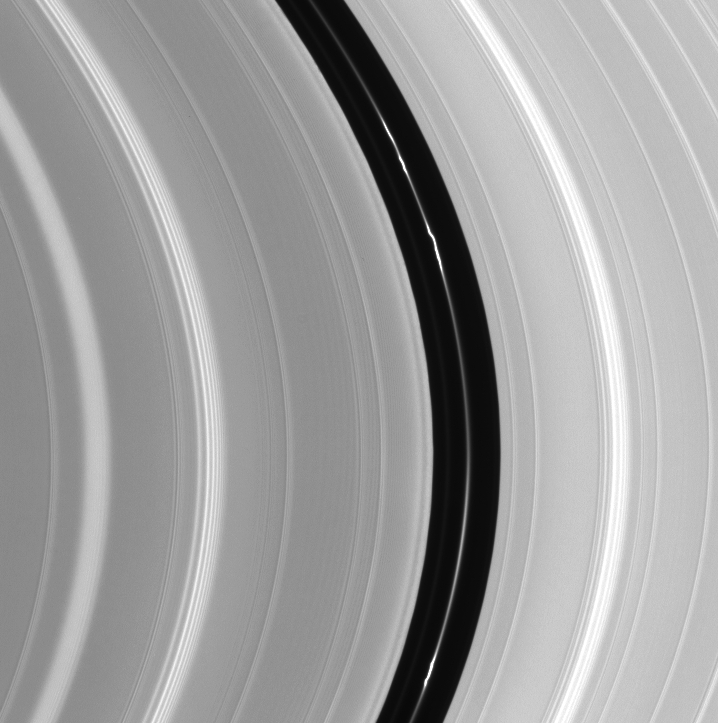
A 고리 내의 판의 궤도와 일치하는 엥케 간극의 중심 미세고리, 말발굽 궤도에 있는 미세고리 입자의 진동을 암시하고 있다.

A 고리(A Ring)는 가장 바깥쪽에 있는 크고 밝은 고리이다. 고리의 안쪽 경계는 카시니 간극이고, 뚜렷한 바깥쪽 경계는 작은 위성 아틀라스의 궤도와 가깝다. A 고리는 엥케 간극에 의해 바깥쪽 가장자리의 폭의 22%에 해당하는 폭이 끊겨있다. 바깥쪽 가장자리의 폭의 2%에 해당하는 더 좁은 간극은 킬러 간극이라 불린다.
A 고리의 두께는 10 미터에서 30 미터로 추정되고, 질량은 6.2×1018 kg(대략 히페리온의 질량)이며, 광학적 깊이는 0.4에서 1.0까지 달라진다.
B 고리와 유사하게, A 고리의 바깥쪽 가장자리는 궤도공명에 의해 유지되는데, 이 경우는 야누스와 에피메테우스의 7:6 공명이다. 또한 A 고리의 구조 대부분을 설명하는 다른 궤도공명은, 고리 내의 다양한 나선 밀도파(위성에 의한 것보다는 덜한 정도, 다른 고리도 마찬가지)에 의해 유발된다. 이러한 밀도파는 은하의 나선팔을 설명하는 것과 동일한 물리과정에 의해 설명된다. 또 동일한 이론에 의해 기술되는 A 고리의 나선 굴곡 파동은, 압축파이기 보다는 고리의 수직적 파상 주름이다.
2014년 4월, NASA의 과학자들은 A 고리의 바깥쪽 가장자리 근처가 새로운 위성의 형성 단계에 있을 수도 있다고 발표했다.

### 엥케 간극

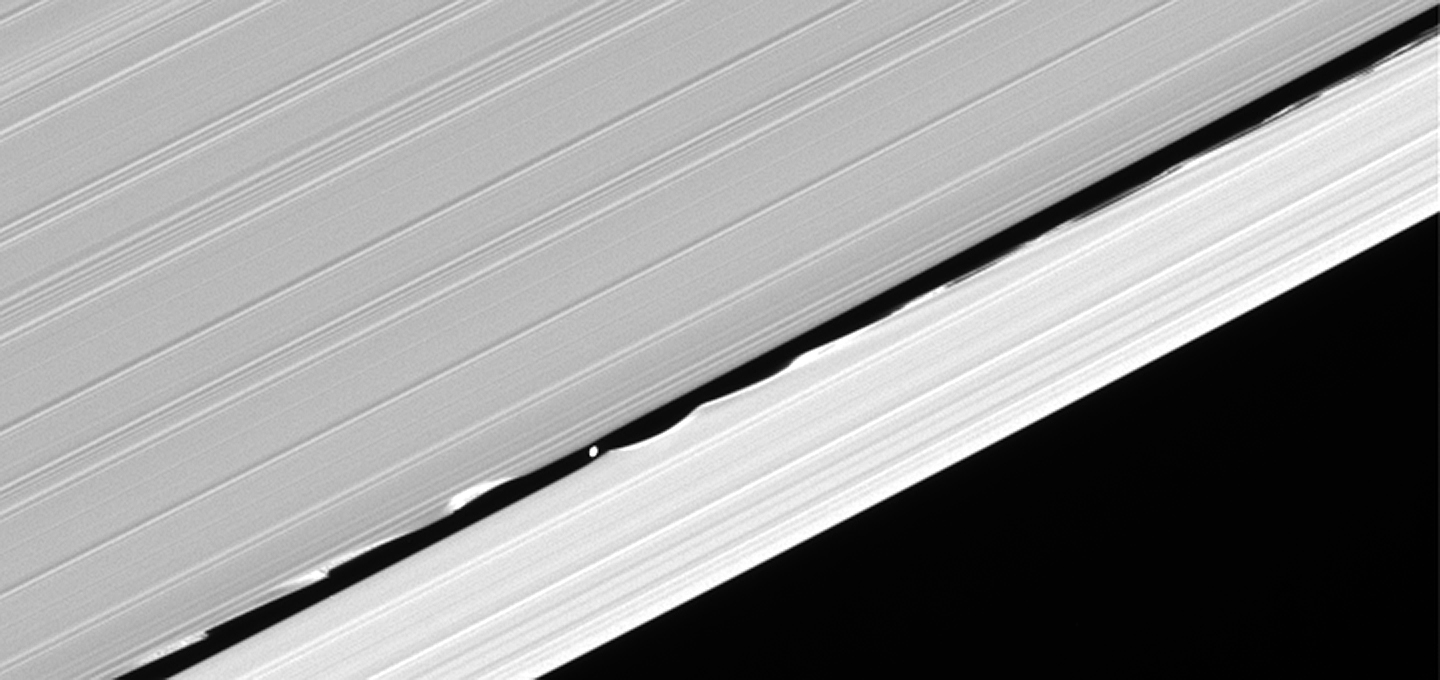
다프니스의 통과에 의해 발생하는 킬러 간극 가장자리의 요동.

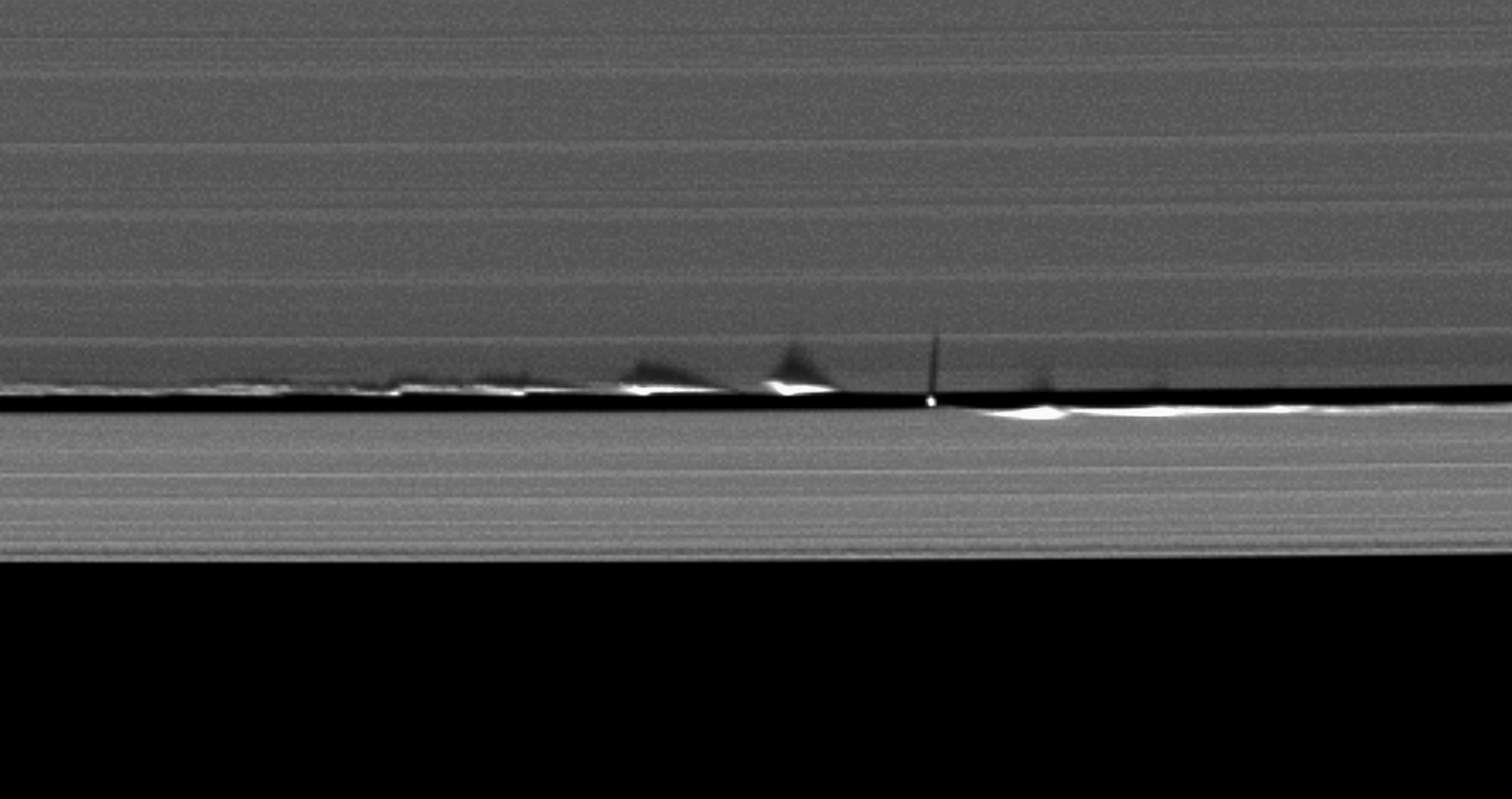
토성의 분점에 가까울 때, 다프니스와 A 고리에 그림자를 드리운 요동.

엥케 간극(Encke Gap)은 A 고리 내의 폭 325 킬로미터의 간극이다. 토성의 중심으로부터 133,590 킬로미터 떨어진 곳을 중심으로 두고 있다. 엥케 간극은 간극 내에서 공전하고 있는 작은 위성인 판에 의해 형성되었다. 카시니 탐사선이 촬영한 사진은 간극에 적어도 세개의 얽힌 얇은 미세고리가 있음을 보여주었다. 판이 나선을 그리는 물결흔적을 추가적으로 유발하는 동안, 간극의 양쪽에서 보이는 나선 밀도파는 고리 근처 외부에 있는 위성과의 공명에 의해 유발된다.(갤러리 참고)
요한 엥케 그 자신은 이 간극을 관측하지 못했고, 나중에 그의 고리의 관측을 기리기 위해서 이름 붙여졌다. 간극은 1888년에 제임스 에드워드 킬러에 의해 발견되었다. A 고리에서 두번째로 크고, 보이저에 의해 발견된 간극은 킬러를 기리기 위해 킬러 간극으로 이름 붙여졌다.
엥케 간극은 완전히 A 고리 내에 있기 때문에 틈(gap)이다. 2008년 국제천문연맹에서 명확한 정의를 내릴 때까지, 틈(gap)과 경계(division)라는 용어 사이의 몇가지 애매성이 있었다. 그전까지만 해도 간극은 "엥케 경계"(Encke Division)라고 불렸었다.

### 킬러 간극
킬러 간극(Keeler Gap)은 A 고리 내의 폭이 42 킬로미터인 간극이다. 고리의 바깥쪽 가장자리에서 대략 250 킬로미터 떨어져 있다. 간극 내에서 공전하면서 간극을 청소하는 작은 위성인 다프니스가 2005년 5월 1일에 발견되었다. 위성은 간극의 가장자리에 요동을 유발한다. 다프니스의 공전은 고리면 쪽으로 기울어져 있기 때문에, 그것으로부터 유발되는 요동은 고리면에 대해 위쪽으로 1.5 km (0.93 마일) 거리에 이르는 수직 요소를 가지고 있다.
킬러 간극은 보이저에 의해 발견되었고, 천문학자 제임스 에드워드 킬러를 기리기 위해 그의 이름이 간극의 명칭에 붙여졌다. 또 킬러는 엥케 간극을 발견하여 요한 엥케를 기리기 위해 그의 이름을 간극의 명칭으로 붙였다.

### 소위성

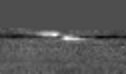
소위성 </br>블레리오

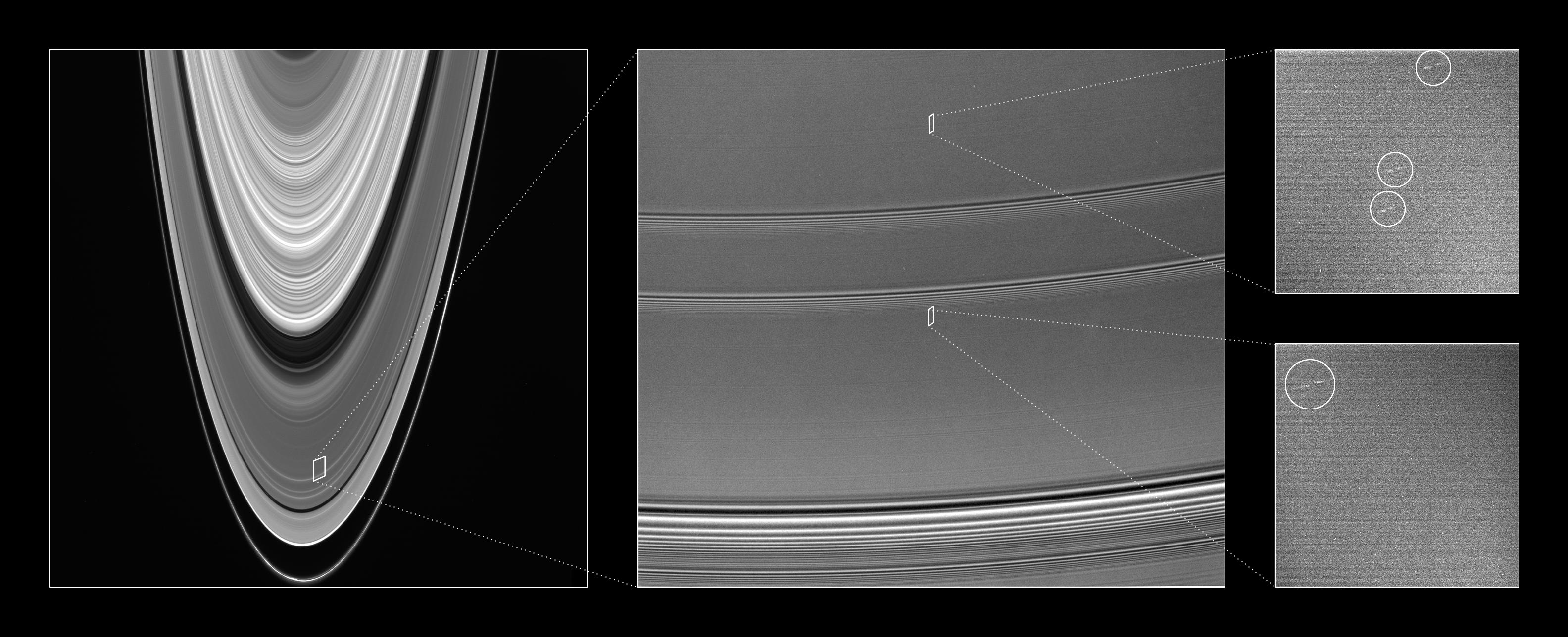
A 고리에서 처음 발견된 네 개의 소위성의 위치.

2006년, 네 개의 작은 "소위성"(moonlet)이 카시니가 촬영한 A 고리의 사진에서 발견되었다. 소위성은 직경이 고작 약 100 미터 정도로, 직접 관측하기에는 매우 작다. 카시니가 실제로 관측한 것은 소위성이 일으킨 수백 킬로미터에 이르는 프로펠러 모양의 섭동이다. 이러한 천체들은 A 고리 내에 수백 개 정도 포함되어 있다고 추정되었다. 2007년, 여덟 개의 소위성이 더 발견되었다. 이들은 주로 토성의 중심으로부터 약 130,000 km 떨어져 있는, 3000 km 대에 갇혀 있었고, 2008년까지 150개 이상의 프로펠러 소위성이 관측되었다. 몇년 동안 추적해온 것은 블레리오(Bleriot)라고 이름 붙여졌다.

## 로슈 간극

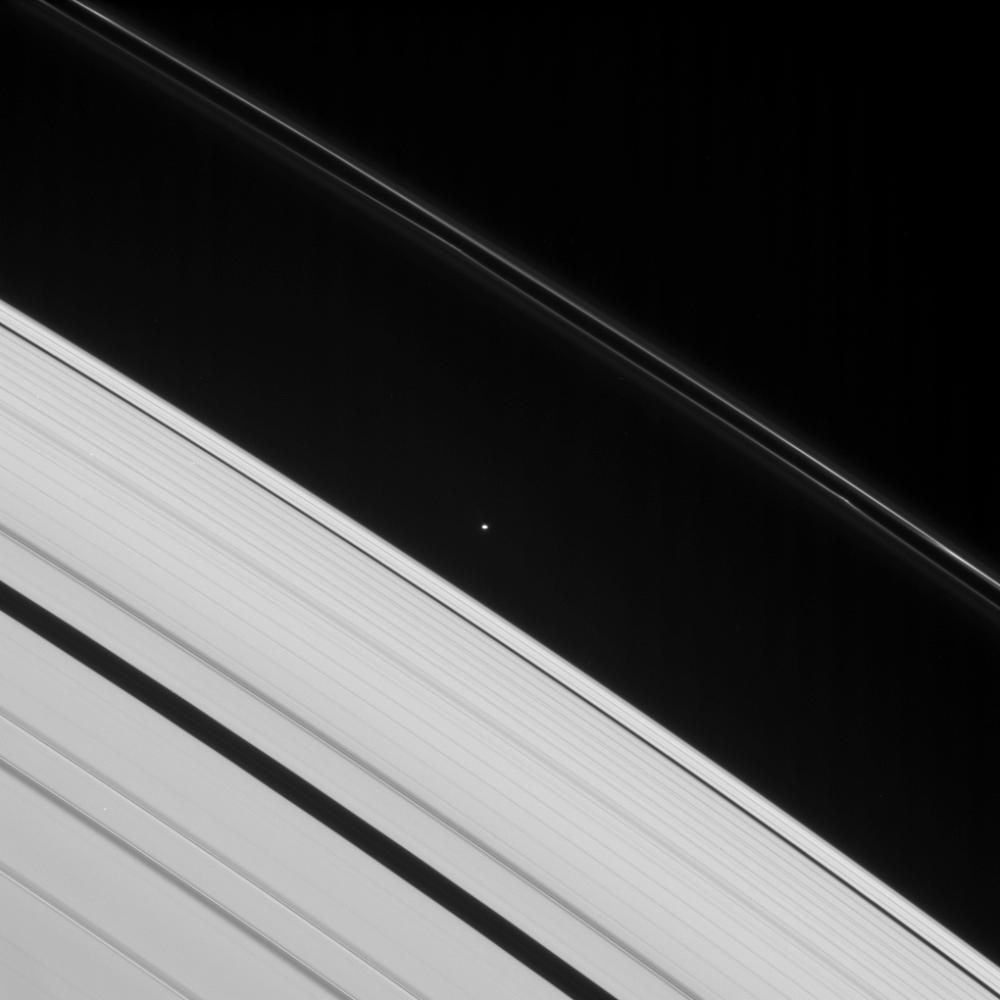
A 고리와 좁은 F 고리 사이의 로슈 간극(사진의 중심부를 통과하는 거대한 간극). 아틀라스가 사진에서 보인다. 또 엥케 간극과 킬러 간극도 보인다.

A 고리와 F 고리 사이의 간극은 프랑스의 물리학자 에두아르 로슈를 기리기 위해 로슈 간극(Roche Division)으로 붙여졌다. 로슈 간극은 거대한 천체가 (토성과 같은)행성과 매우 가까이 있을 때 행성의 기조력에 의해 산산조각나는 물리학적 개념인 로슈 한계와 혼동하지 말아야 한다. 주요 고리계의 바깥쪽 가장자리에 위치해 있는 로슈 간극은 사실 고리가 위성으로 흡수될 수 없는 이유인 토성의 로슈 한계와 가장 가까이에 있다.
카시니 간극과 같이, 로슈 간극은 텅 비어있지 않고 물질 덩어리를 포함하고 있다. 이 물질의 특징은 빈약하고 먼지투성이의 D 고리, E 고리, G 고리와 유사하다. 로슈 간극 내의 두 위치에서는 다른 위치보다 먼지의 집중이 크다. 이것들은 카시니 탐사선 영상 팀에 의해 발견되었고, 임시 명칭이 주어졌다. R/2004 S 1은 위성 아틀라스의 궤도를 따라 놓여있고, R/2004 S 2는 프로메테우스의 궤도의 안쪽, 토성의 중심으로부터 138,900 km 떨어진 곳에 중심을 두고 있다.

## F 고리
F 고리(F Ring)는 토성의 가장 바깥쪽에 있는 별개의 고리이고 시간 단위의 시간규모로 특징이 변하고 있는, 아마도 태양계에서 가장 활동적인 고리일 것이다. 고리는 A 고리의 바깥쪽 가장자리에서 3,000 km 뒤에 위치해 있다. F 고리는 1979년 파이오니어 11호 영상 팀에 의해 발견되었다. 매우 얇고, 폭이 고작 수백 킬로미터로, 안쪽과 바깥에서 공전하고 있는 양치기 위성인 프로메테우스와 판도라에 의해 유지되고 있다.
최근 카시니 탐사선이 촬영한 근접 촬영 사진은 F 고리가 한개의 고리 핵과 그 주변의 나선 가닥을 포함하고 있음을 보여주었다. 또한 프로메테우스가 최원점에서 고리와 근접할 때, 위성의 중력이 F 고리의 안쪽 부분에 어두운 홈(channel)을 두어, 고리의 물질을 '훔쳐감'으로써 고리의 구부러짐과 꼬임을 유발한다.(갤러리에 있는 F 고리 사진의 비디오 링크 참고) F 고리 내의 물질보다 토성을 더 빨리 공전하는 프로메테우스로 인해, 새로운 홈들은 각각 이전의 것보다 약 3.2도 앞쪽에 형성된다.
2008년, F 고리 내에서 공전 중인 미관측된 작은 위성이 프로메테우스의 섭동으로 인해 계속해서 고리의 좁은 핵을 통과하고 있음을 시사하는 요동 원인이 더 발견되었다. 작은 위성 중 하나는 S/2004 S 6 일 것이라고 잠정적으로 확인되었다.

## 외곽 고리

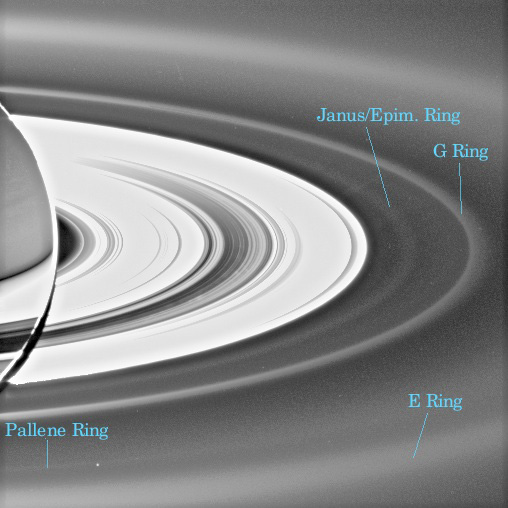
태양에 의해 후방에 빛이 비추어짐으로써 보이는 외곽 고리

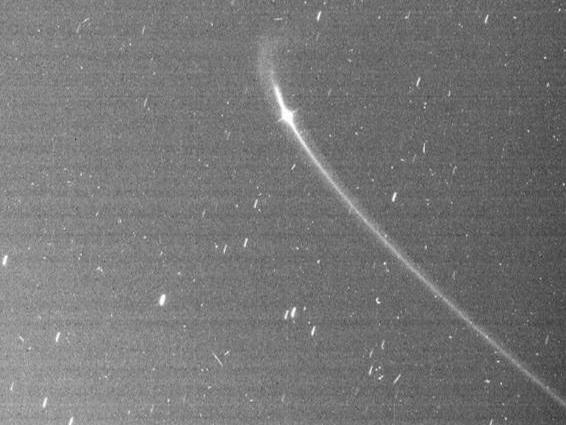
안테 고리 호. 밝은 점은 안테이다.

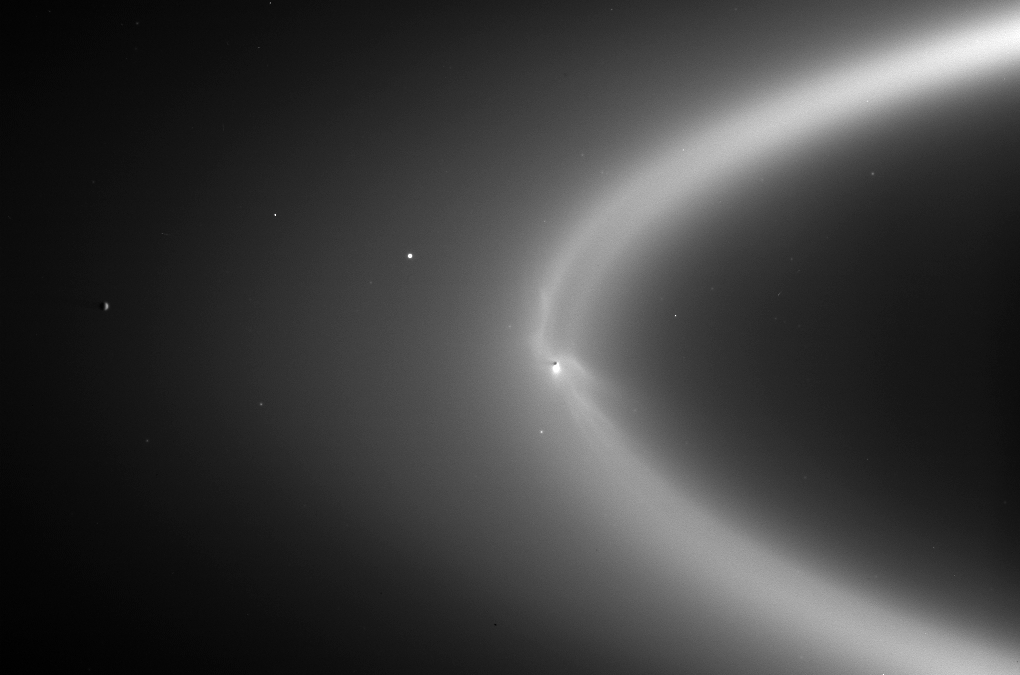
후방에 빛이 비추어지는 E 고리. 고리를 배경으로, 엔셀라두스의 실루엣과 그 아래에서 엔셀라두스의 남극에서 방출되는 제트가 밝게 보인다.

### 야누스/에피메테우스 고리
2006년 카시니 탐사선이 촬영한 전방산란광 사진에 드러난 것과 같이, 야누스와 에피메테우스의 궤도가 위치한 영역 근처에는 희미한 먼지 고리가 있다. 이 고리는 반경 폭이 약 5,000 km이다. 이것의 근원은 위성의 표면과 유성체와의 충돌로 인해 솟아올라, 궤도 경로를 둘러싸는 희미한 고리를 형성한 입자이다.

### G 고리
G 고리(G Ring)는 F 고리와 E 고리의 시작점 사이의 중간에 있는 매우 얇고, 희미한 고리이다.(갤러리의 마지막 사진 참고) 고리의 안쪽 가장자리는 미마스의 궤도 안쪽으로 약 15,000 km 떨어져 있다. G 고리는 고리의 안쪽 가장자리 근처에 뚜렷하고 밝은 호(해왕성의 고리의 호와 유사하다)를 하나 포함하고 있다. 호는 G 고리의 둘레의 약 6분의 1배만큼 뻗어있고, 미마스와 7:6 궤도공명에 의해 제자리에 유지되는 0.5 km 직경의 소위성 아이가이온에 중심을 두고 있다. 호는 직경이 수 미터 까지의 얼음 입자로 구성되어 있고, G 고리의 일부분은 이 호에서 방출된 먼지로 구성된 것으로 여겨지고 있다. 9,000 km 폭의 G 고리 전체에 비해, 호의 반경 폭은 약 250 km 정도 밖에 되지 않는다. 호는 직경이 약 100 미터의 작은 얼음 소위성에 해당하는 물질을 포함하고 있을 것으로 여겨지고 있다. 유성진과의 충돌로 인해 아이가이온과 다른 근원 천체에서 방출된 먼지는, 토성의 자기권(G 고리의 궤도 운동보다 훨씬 빠르게 회전하는, 토성의 자기장과 동시에 회전하는 플라스마)과의 상호작용 때문에 호에서 벗어나게 된다. 이러한 작은 입자들은 계속해서 유성진과의 많은 충돌로 인해 침식되고, 플라스마의 인력에 의해 흩어진다. 수천 년 동안 고리는 서서히 질량을 잃게 되지만, 아이가이온과 유성진의 계속되는 충돌로 다시 보충된다.

### 메토네 고리 호
2006년 9월에 처음으로 관측된, 세로 방향으로 약 10도가량 걸쳐 있는 희미한 고리 호는 위성 메토네와 연관되어 있다. 호의 물질은 유성진과의 충돌에 의해 메토네에서 방출된 먼지에 해당할 것으로 여겨지고 있다. 호 내의 먼지의 분산은 (G 고리 내의 호의 분산 메커니즘과 유사한)미마스와의 14:15 궤도공명에 기인한 것이다. 동일한 궤도공명의 영향을 받아, 메토네는 자신의 궤도에서 경도 5˚의 진폭을 가진 채 전후로 진동을 한다.

### 안테 고리 호
2007년 6월에 처음 관측된, 세로 방향으로 약 20도가량 걸쳐 있는 희미한 고리 호는 위성 안테와 연관되어 있다. 호의 물질은 유성진과의 충돌에 의해 안테에서 방출된 먼지에 해당하는 것으로 여겨지고 있다. 호 내의 먼지의 분산은 미마스와의 10:11 공명에 기인한 것이다. 동일한 공명의 영향으로, 안테는 자신의 궤도에서 경도 14도 이상으로 전후로 운동하게 된다.

### 팔레네 고리
2006년 카시니 탐사선에 의해 촬영된 전방산란광 사진에서, 팔레네의 궤도를 공유하는 희미한 먼지 고리가 드러났다. 이 고리는 반경 폭이 약 2,500 km이다. 고리의 근원은 유성체와의 충돌로 팔레네의 표면에서 방출되어, 자신의 궤도 경로를 둘러싸는 희미한 고리를 형성한 입자이다.

### E 고리
E 고리(E Ring)는 두번째로 가장 바깥에 있는 고리이고, 매우 폭이 넓다. 규산염, 이산화탄소, 암모니아 및 얼음으로 구성된 매우 작은(마이크로미터 이하) 입자로 구성되어 있다. E 고리는 미마스와 타이탄의 궤도 사이에 분포해 있다. 다른 고리와는 달리, 눈에 보일 정도의 얼음덩어리 보다는 아주 미세한 입자로 구성되어 있다. 2005년, E 고리의 물질의 근원은 위성 엔셀라두스의 남극 영역에 있는 "타이거 스트라이프"(tiger stripe)에서 나오는 얼음화산의(cryovolcanic) 분출물인 것으로 추정되었다. 주요 고리와는 달리, E 고리는 2,000 km 이상 두껍고, 엔셀라두스와의 거리가 증가할수록 두께가 증가한다.
E 고리의 입자는 고리 내에서 공전하는 위성에 뭉치려는 경향이 있다. 테티스의 순행 반구(leading hemisphere, 위성의 공전 방향의 반구)의 적도는 거기서 유입된 물질에 의해 약간 파란색을 띤다. 텔레스토, 칼립소, 헬레네, 폴리데우케스와 같은 트로이 위성들은 특히 고리의 면의 아래 위로 궤도 운동을 함으로써 영향을 많이 받는다. 그 결과로, 위성들의 표면은 밝은 물질로 뒤덮여 있어 주름 없이 매끄러운 것이 특징이다.

### 포에베 고리

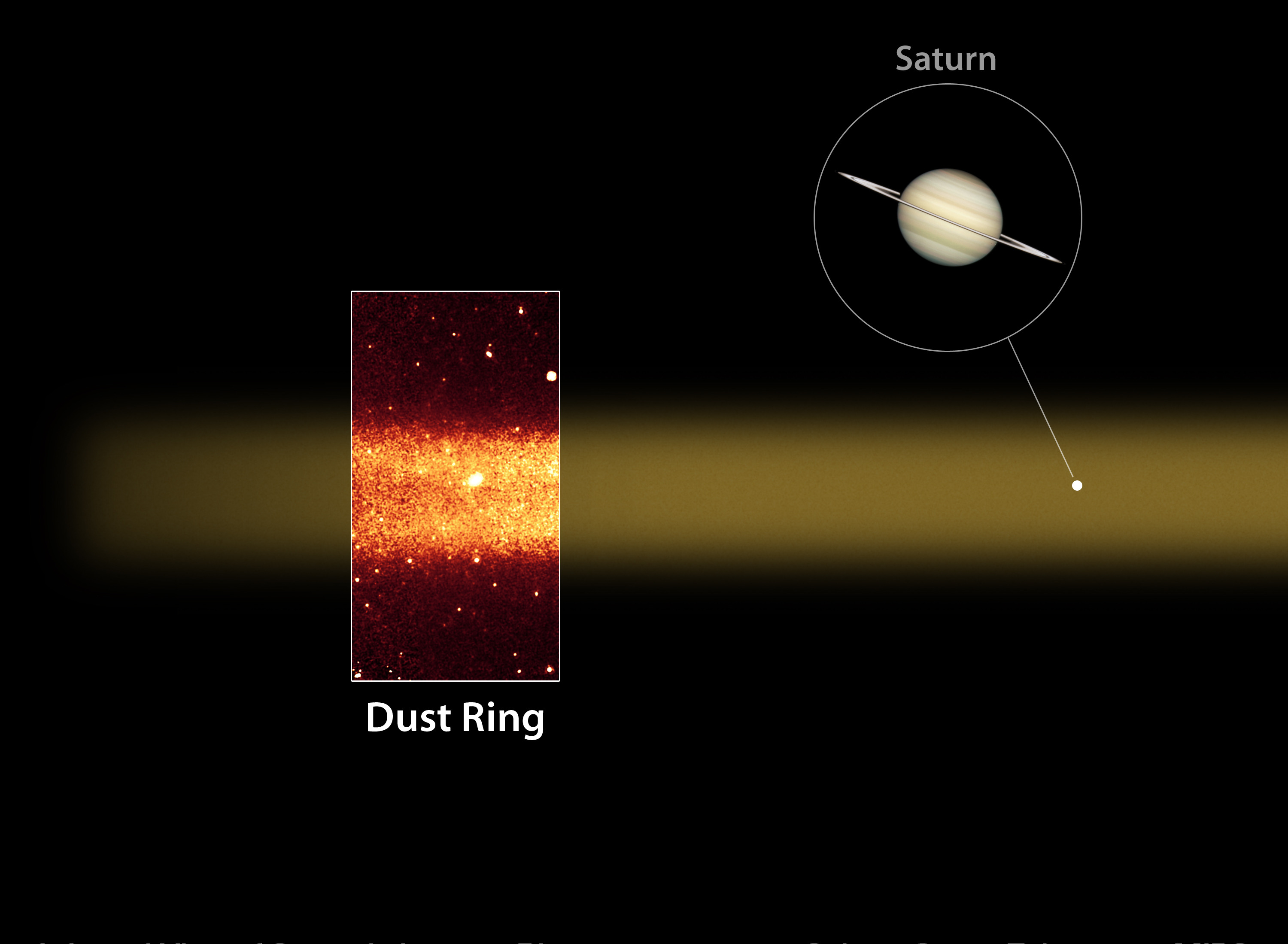
주요 고리를 왜소해 보이게 만드는 포에베 고리의 거대한 정도. 삽입된 사진은 고리의 일부를 담은 24 마이크로미터 스피처 사진이다.

2009년 10월, 포에베의 궤도 바로 안에 희미한 물질 원반의 발견이 발표되었다. 발견 당시에, 원반은 모서리가 지구를 향해 있었다. 이 원반은 다른 고리들처럼 대략적으로 설명된다. 매우 거대하긴(겉보기 크기가 지구에서 보이는 보름달의 두배) 해도, 고리는 사실 보이지 않는다. 고리는 NASA의 스피처 우주 망원경을 이용해서 발견되었고, 관측 전체 범위에서 보였는데, 토성의 반지름의 128~207배 만큼 뻗어있었다. 계산은 59 토성 반지름의 이아페투스의 궤도를 안쪽으로, 바깥쪽으로는 300 토성 반지름까지 뻗어있을 것임을 시사하고 있다. 고리는 나중에 WISE, 허셜우주망원경과 카시니 탐사선을 이용하여 연구되었다.
포에베는 토성으로부터 평균 215 토성 반지름 거리에서 공전한다. 포에베 고리(Phoebe Ring)는 두께가 행성의 직경보다 약 20배만큼 두껍다. 고리의 입자가 포에베와 유성진 이상의 천체와의 충돌에서 기원된 것으로 추정되기 때문에, 이들은 안쪽의 위성 이아페투스의 궤도 운동과 반대 방향의 역행 궤도를 공유해야 한다. 포에베 고리는 토성의 궤도면에 위치해 있고, 거의 타원이다. 따라서 토성의 적도면과, 다른 고리에 대해 27도 기울어져 있다. 포에베는 토성의 궤도 측면에 대해 5˚정도 기울어져 있고(포에베의 역행 공전 운동 때문에 종종 175˚로 쓰인다), 고리면 상하의 수직적 이탈은 포에베 고리의 40 토성 반지름에 육박하는 관측된 두께와 일치한다.
포에베 고리의 존재는 1970년대 스티븐 소터에 의해 제기되었다. 발견은 버지니아 대학교의 앤 J. 버비서(Anne J. Verbiscer) 및 마이클 F. 스크루츠키(Michael F. Skrutskie)와 메릴랜드 대학 칼리지 파크 캠퍼스의 더글라스 P. 해밀턴에 의해 이루어졌다. 세 명은 대학원생으로써 코넬 대학교에서 함께 연구했다.
고리 물질은 태양 복사의 재방출 때문에 안쪽으로 이동하게 되고, 따라서 이아페투스의 순행 반구와 충돌하게 된다. 이 물질의 유입은 이아페투스의 순행 반구를 약간씩 어둡고 붉게 만들고 있지만(천왕성의 위성인 오베론과 티타니아에서 보이는 것과 비슷하다), 위성의 극적인 두가지 색을 곧바로 만들지는 못한다. 유입되는 물질은 따뜻한 영역에서의 얼음 승화로 인한 열적인 자체 분해 과정 뒤에 차가운 영역에서의 수증기의 응결이 뒤따르면서 양의 피드백이 일어난다. 이는 북극 영역과 역행 반구(trailing hemisphere)의 대부분을 덮고 있는 밝은 얼음 퇴적물과 대조를 이루는, 이아페투스의 순행 반구의 적도 영역 대부분을 덮고 있는 어두운 잔여물질을 남긴다.

## 레아의 고리계 존재 가능성
토성의 두번째로 큰 위성 레아는 고체 입자로 구성된 원반 내에 세 개의 좁은 띠를 포함하는 매우 작은 고리계를 가지고 있을 것으로 가설화되었다. 이러한 가설상의 고리는 발견되지는 못했지만, 2005년 11월 카시니의 관측에서, 레아 근처에서의 토성의 자기권의 고에너지 전자의 부족으로부터 그 존재가 추정되었다. 자기권 영상 기구(Magnetospheric Imaging Instrument, MIMI)는 위성의 양면의 플라스마 흐름에서 세 개의 급격한 감소가 간간이 끼어드는, 거의 대칭적인 패턴을 보이는 부드러운 변화를 관측했다. 플라스마가 아마 수 데시미터에서 약 1미터 직경의 입자로 구성된 고밀도 고리 또는 고리 호를 포함하는 적도의 원반 모양의 고체 물질에 의해 흡수된 것이라면, 이를 설명할 수 있게 된다. 레아의 고리의 존재를 드러내는 더 최근의 증거 일부는 위성의 적도 2도 이내의 둘레 근처에 4분의 3 만큼 뻗어 있는, 일사불란하게 분포된 자외선상의 작고 밝은 점들의 집합이다. 이 점들은 궤도에서 벗어난 고리 물질의 충돌 지점으로써 설명된다. 그러나, 카시니의 목표가 된 가설상의 고리 면의 여러 각도에서의 관측에서는 아무것도 나타나지 않았다. 이는 그러한 불가사의한 특징에 대한 또다른 설명이 필요함을 시사한다.

## 갤러리
|  |  |  |  |

|  |  |  |  |

## 같이 보기
- 갈릴레오 갈릴레이 - 1610년, 토성의 고리를 최초로 관측한 사람
- 크리스티안 하위헌스 - 1655년, 토성의 고리를 토성을 둘러싼 고리라고 최초로 묘사한 사람
- 조반니 카시니 - 1675년, A 고리와 B 고리 사이의 간극(카시니 간극)을 발견한 사람
- 에두아르 로슈 - 토성의 로슈 한계 내에서 위성이 어떻게 파괴되어 고리를 형성하는지 설명한 프랑스의 천문학자
- 천왕성의 고리 - 태양계의 행성 중 고리가 있는 행성 중 하나인 천왕성의 고리에 대한 설명이다.